# Luka Modrić
Luka Modrić (Zadar, 9 de setembro de 1985) é um futebolista croata que atua como meio-campista. Atualmente, joga pelo Milan e pela Seleção Croata, onde é capitão. Ele é amplamente considerado um dos melhores meio-campistas de todos os tempos e o melhor futebolista croata da história. Modrić é considerado um dos meio-campistas mais completos e eficazes de todos os tempos.
Modrić começou sua carreira profissional no clube croata Dinamo Zagreb, em 2003, antes de ser emprestado ao clube bósnio-herzegovino Zrinjski Mostar e ao clube croata Inter Zaprešić. Ele fez sua estreia pelo Dinamo em 2005 e suas grandes atuações lhe renderam uma transferência para o Tottenham Hotspur, em 2008. Ele liderou o Tottenham na conquista da classificação para a Liga dos Campeões em 2010, a primeira do clube em quase 50 anos. No verão de 2012, Modrić se transferiu para o Real Madrid por uma taxa de £30 milhões. Em sua segunda temporada, ele conquistou o título da Liga dos Campeões de 2013–14 e foi incluído na equipe da temporada. Após Zinedine Zidane assumir o comando do Real Madrid em 2016, Modrić foi um membro fundamental da equipe que conquistou três títulos consecutivos da Liga dos Campeões, de 2015–16 a 2017–18, sendo incluído na equipe da temporada em todas essas ocasiões. Ao todo, ele conquistou 28 grandes títulos pelo Real Madrid, incluindo seis títulos da Liga dos Campeões, quatro títulos da La Liga e duas Copas do Rei, tornando-se o futebolista mais vitorioso da história do clube.
Modrić conquistou diversos prêmios individuais, incluindo a Bola de Ouro em 2018, tornando-se o primeiro jogador fora Lionel Messi ou Cristiano Ronaldo a ganhar o prêmio desde 2007; também conquistou o prêmio de Melhor Jogador do Mundo da FIFA, o prêmio de Jogador do Ano da UEFA e o prêmio de Melhor Armador do Mundo da IFFHS, todos em 2018. Ele também foi incluído seis vezes na seleção mundial da FIFPRO e três vezes na Equipe do Ano da UEFA. Em 2019, ele recebeu o prêmio Golden Foot pelo conjunto da carreira e personalidade.
Modrić fez sua estreia internacional pela Croácia contra a Argentina, em março de 2006, e marcou seu primeiro gol internacional em um amistoso contra a Itália. Modrić foi o pilar da chamada “segunda geração de ouro” da Croácia, participando de todos os grandes torneios para os quais a Croácia se classificou, incluindo todas as edições da Eurocopa de 2008 a 2024, bem como todas as Copas do Mundo de 2006 a 2022. Modrić liderou a Croácia até a final da Copa do Mundo de 2018, conquistando a Bola de Ouro como melhor jogador do torneio. Em março de 2021, ele se tornou o jogador com mais partidas disputadas pela seleção croata. Na Copa do Mundo de 2022, ele conduziu a equipe ao terceiro lugar, conquistando a Bola de Bronze como terceiro melhor jogador do torneio. Ele também foi eleito o Futebolista Croata do Ano um recorde de treze vezes, entre 2007 e 2024. Além disso, foi eleito o Melhor Atleta Balcânico do Ano pela BTA, em 2018.

## Infância

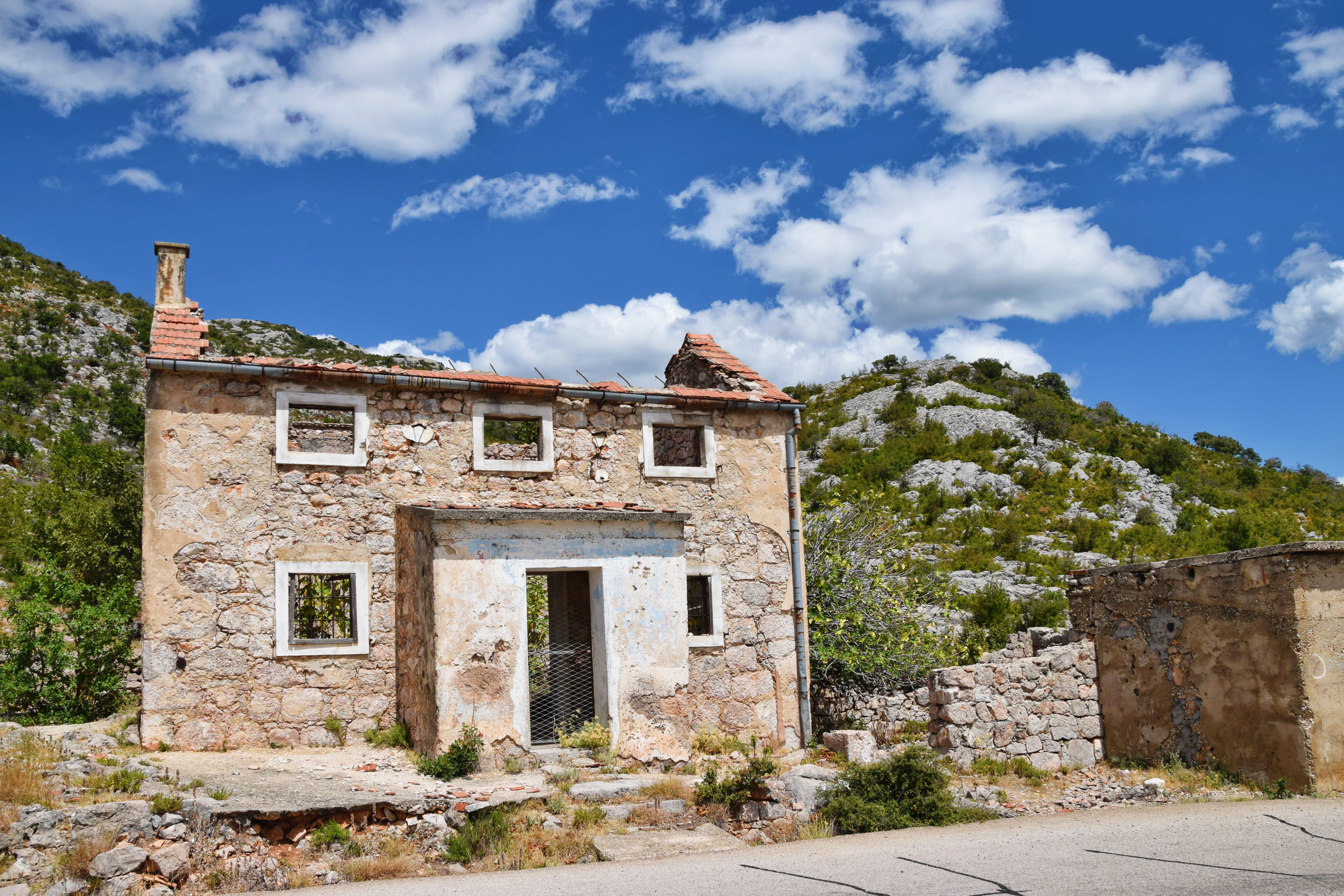
A casa de pedra, que não pertence à família, perto da aldeia de Modrići nas encostas da montanha Velebit, onde Luka passou a maior parte de seus primeiros anos com o avô.

Luka Modrić nasceu em 9 de setembro de 1985, em Zadar, e foi criado no vilarejo de Modrići, que faz parte de Zaton Obrovački, uma aldeia situada nas encostas meridionais da montanha Velebit, ao norte da cidade de Zadar, na República Socialista da Croácia, então uma república dentro da República Socialista Federativa da Iugoslávia. Ele é o filho mais velho de Stipe Modrić, de Modrići, e Radojka Dopuđ, de Kruševo, ambos inicialmente trabalhadores em uma fábrica de malhas. Modrić passou a maior parte de seus primeiros anos na casa de pedra onde normalmente vivia seu avô paterno, de quem herdou o nome, localizada na estrada acima do vilarejo de Modrići (esta "casa de cima" não pertencia à família), e cuidava de cabras quando tinha apenas cinco anos.
No entanto, sua infância coincidiu com a Guerra de Independência da Croácia — em 1991, quando a guerra se intensificou, sua família foi forçada a fugir da região. O avô de Modrić, também chamado Luka, foi executado por rebeldes sérvios que faziam parte da polícia da SAO Krajina, em dezembro de 1991, perto de sua casa em Modrići, e, após a fuga da família, a casa foi incendiada até ser completamente destruída. Modrić tornou-se um refugiado e viveu com sua família no Hotel Kolovare por sete anos; mais tarde, mudou-se para o Hotel Iž, ambos em Zadar. Seu pai ingressou no Exército Croata como mecânico de aeronaves. Naqueles anos, milhares de bombas caíram sobre a cidade e o futebol era uma forma de escapar da realidade da guerra. Ele recorda esse período como uma época difícil para sua família e algo que o moldou como pessoa. Ele também disse que, na maior parte do tempo, não tinha plena consciência da guerra porque fez amizade com muitas outras crianças e os pais delas não deixavam que o conflito afetasse a infância deles.
Nessas circunstâncias difíceis, Modrić começou a jogar futebol, principalmente no estacionamento do hotel. Em 1992, ele ingressou simultaneamente na escola primária e em uma academia esportiva, esta última paga com o pouco dinheiro que a família possuía, às vezes com a ajuda do tio de Modrić. Quando menino, inspirava-se para jogar futebol em Zvonimir Boban e Francesco Totti.

## Carreira

### Primeiros anos

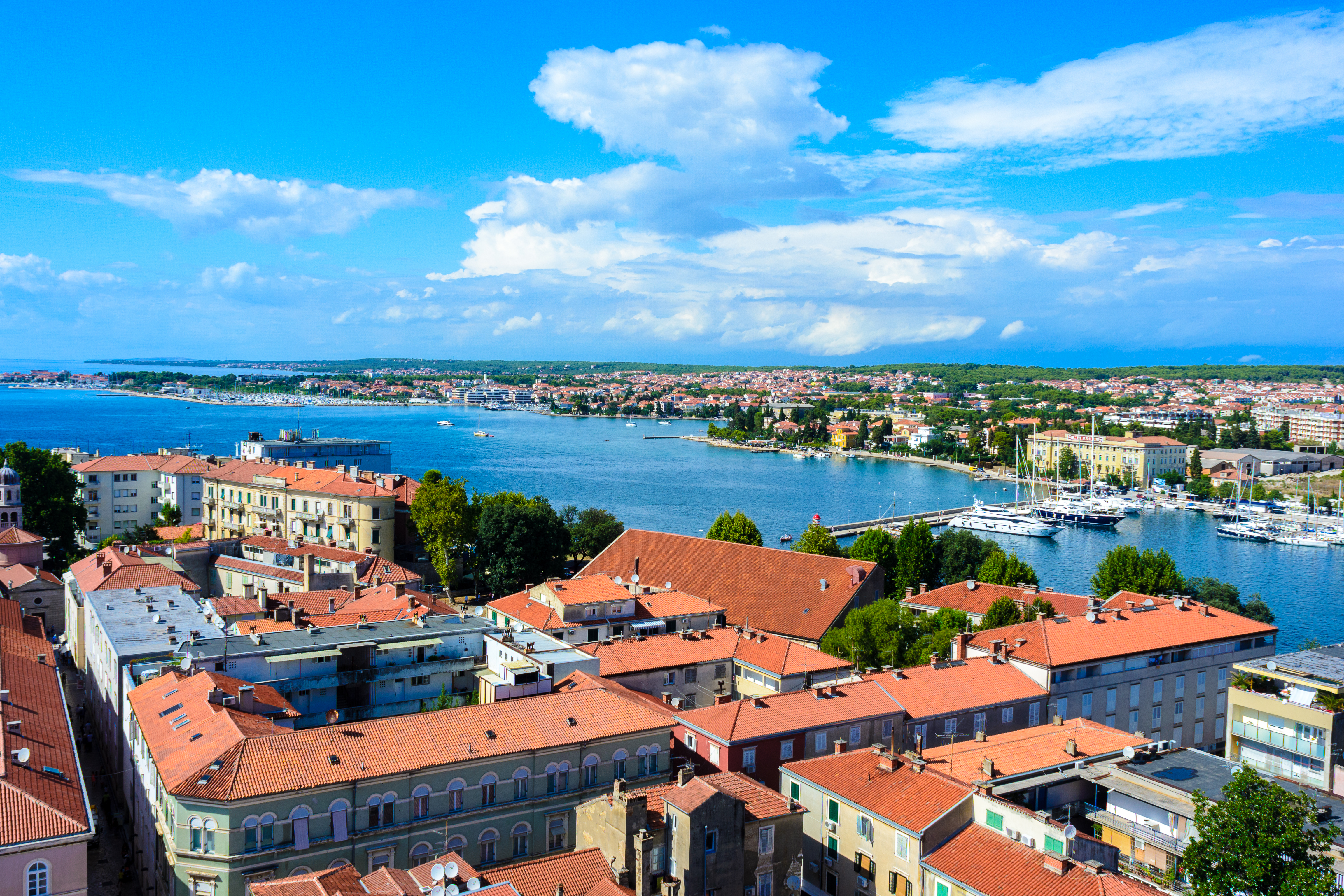
Modrić começou sua carreira nas categorias de base no NK Zadar, na cidade de Zadar.

Com o apoio da família, Modrić participou de acampamentos representativos e treinou no NK Zadar. Ele esteve sob a orientação do técnico Domagoj Bašić e do chefe da academia juvenil, Tomislav Bašić. Tomislav Bašić, considerado por Modrić como seu "pai esportivo", afirmou que o pai de Modrić fez caneleiras de madeira para ele, pois a família tinha poucos recursos. No entanto, Modrić mais tarde negou essa história.
Por ser considerado muito jovem e franzino, não foi contratado pelo tradicional clube croata Hajduk Split, o mais representativo da região da Dalmácia. Após demonstrar talento, inclusive em um torneio juvenil na Itália, Tomislav Bašić arranjou a transferência de Modrić para o Dinamo Zagreb quando ele tinha 16 anos, no final de 2001.
Depois de uma temporada nas categorias de base do Dinamo Zagreb, Modrić foi emprestado, em 2003, ao Zrinjski Mostar, da Premier League da Bósnia. Durante esse período, ele consolidou seu estilo de jogo versátil e foi eleito o Jogador do Ano da Premier League da Bósnia com apenas 18 anos. Modrić mais tarde disse: "Alguém que consegue jogar na Premier League da Bósnia consegue jogar em qualquer lugar", referindo-se ao caráter físico da liga.
No ano seguinte, foi emprestado ao clube croata Inter Zaprešić. Ele passou uma temporada lá, ajudando a equipe a conquistar a segunda posição na Prva HNL e uma vaga na fase preliminar da Copa da UEFA. Ele também ganhou o prêmio de Esperança do Futebol Croata em 2004. Modrić retornou ao Dinamo Zagreb em 2005.

### Dinamo Zagreb
Na temporada de 2005–06, Modrić assinou um contrato de dez anos (seu primeiro contrato de longa duração) com o Dinamo Zagreb. Com os rendimentos do contrato, comprou um apartamento em Zadar para sua família. Ele garantiu um lugar na equipe principal do Dinamo, contribuindo com 7 gols em 31 partidas para ajudar o clube a conquistar o campeonato. Na temporada de 2006–07, o Dinamo venceu novamente a liga, com Modrić fazendo uma contribuição semelhante. Ele foi o principal assistente do atacante Eduardo da Silva, o que ajudou Modrić a vencer o prêmio de Jogador do Ano da Prva HNL.
Na temporada seguinte, Modrić, como capitão da equipe, liderou a tentativa do Dinamo de se classificar para a Copa da UEFA de 2007–08. No estágio final do play-off, Modrić converteu um pênalti na segunda partida, fora de casa, contra o Ajax; o jogo terminou empatado em 1–1 no tempo regulamentar. O Dinamo venceu a partida e o play-off por 3–2 após a prorrogação, com dois gols do companheiro Mario Mandžukić. No entanto, o Dinamo Zagreb não conseguiu avançar além da fase de grupos. Em sua última partida em casa pelo clube, no Estádio Maksimir, Modrić recebeu uma ovação de pé e os torcedores ergueram faixas de apoio.
Ele terminou sua passagem de quatro anos pelo Dinamo com um total de mais de 31 gols e 29 assistências em quatro temporadas da liga, contribuindo de forma especialmente notável na temporada de 2007–08, quando o Dinamo conquistou sua segunda Copa da Croácia e sagrou-se campeão com uma vantagem de 28 pontos. Modrić foi sondado por Barcelona, Arsenal e Chelsea, mas optou por adiar sua saída do clube.

### Tottenham Hotspur

#### 2008–2010: Problemas e sucesso na Inglaterra

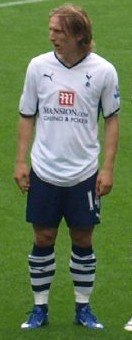
Modrić se preparando para jogar pelo Tottenham Hotspur em agosto de 2008.

Modrić concordou com os termos de transferência para o Tottenham Hotspur em 26 de abril de 2008. Ele foi a primeira de muitas contratações de verão feitas pelo técnico Juande Ramos e também a primeira transferência do verão da Premier League. O presidente do clube, Daniel Levy, voou imediatamente para Zagreb quando Manchester City e Newcastle United demonstraram interesse, e após assinar um contrato de seis anos, o Tottenham confirmou que a taxa de transferência paga foi de £16,5 milhões, igualando o recorde do clube estabelecido com a transferência de Darren Bent em 2007. Ele ficou com a camisa número 14, mais tarde recordando que a escolheu em homenagem a Johan Cruyff. Modrić fez sua estreia competitiva na Premier League em 16 de agosto, na derrota por 2 a 1 para o Middlesbrough, no Riverside Stadium, no primeiro jogo dos Spurs na temporada de 2008–09.
Modrić teve um começo lento no Tottenham. Ele sofreu uma lesão no joelho logo no início e foi rotulado como fisicamente frágil para a Premier League por parte da mídia, bem como pelo técnico do Arsenal, Arsène Wenger. Refletindo sobre isso, Modrić disse que essas críticas o motivaram a mostrar que estavam erradas. “Talvez eu pareça frágil, mas sou uma pessoa realmente forte, mental e fisicamente, e nunca tive problemas com meu tamanho.” Isso coincidiu com seu mau momento, gerando preocupações tanto para ele quanto para o técnico da seleção croata, Slaven Bilić. Modrić começou atuando como camisa 10, antes de ser deslocado para a ponta esquerda, jogando ao lado de Wilson Palacios. Seu companheiro de equipe, Tom Huddlestone, disse depois: “Sua versatilidade foi provavelmente uma bênção e uma maldição; ele era tão bom que precisou jogar fora de posição por um tempo.”
Após a chegada do técnico Harry Redknapp, Modrić passou a atuar numa posição mais familiar, como meio-campista central ou pela esquerda, o que lhe permitiu ter mais influência na equipe e usar seu talento de maneira mais produtiva, como no empate por 4 a 4 com os rivais Arsenal em 29 de outubro. Redknapp reconheceu o valor de Modrić para sua equipe e planejou moldar seu novo time em torno do meio-campista croata. Ele marcou seu primeiro gol pelo Tottenham em um empate por 2 a 2 contra o Spartak Moscou, durante a fase de grupos da Copa da UEFA, em 18 de dezembro de 2008. Ele fez seu primeiro gol na Premier League contra o Newcastle United, em uma derrota fora de casa, em 21 de dezembro, e depois marcou na vitória em casa na terceira rodada da FA Cup contra o Wigan Athletic, em 2 de janeiro de 2009, além de ter balançado as redes novamente na derrota fora de casa contra o Manchester United, em 25 de abril de 2009. Usá-lo em sua antiga posição dos tempos de Dínamo o tornou mais eficaz, com boas atuações contra Stoke City, Hull City e, mais notavelmente, em 21 de março, quando marcou o único gol da vitória contra o Chelsea.
Antes da temporada de 2009–10, Redknapp disse sobre Modrić: “Ele é um baita jogador e o sonho de qualquer técnico, pelo que me disseram. Treina como um demônio e nunca reclama, trabalha com e sem a bola em campo e pode superar um defensor com um drible ou um passe. Ele poderia entrar em qualquer time do topo.” Em 29 de agosto de 2009, durante a vitória do Tottenham por 2 a 1 sobre o Birmingham City, Modrić saiu machucado com uma suspeita de lesão na panturrilha. No dia seguinte, foi confirmado que Modrić havia sofrido uma fratura na fíbula direita e que ficaria afastado por cerca de seis semanas. Ele voltou em 28 de dezembro, no clássico londrino contra o West Ham United, que os Spurs venceram por 2 a 0, com Modrić marcando um gol aos 11 minutos, usando justamente a perna que havia fraturado. Ele voltou a marcar na vitória em casa contra o Everton, em 28 de fevereiro de 2010, e também na derrota fora de casa contra o Burnley, em 9 de maio. Em 30 de maio de 2010, Modrić assinou um novo contrato de seis anos, válido até 2016. Ao assinar, disse: “O Tottenham Hotspur me deu a chance de jogar na Premier League e quero conquistar grandes sucessos aqui com eles. Sim, houve sondagens de outros grandes clubes, mas não tenho interesse em ir para outro lugar. A classificação entre os quatro primeiros da temporada passada foi um indicativo de onde estamos como clube e sinto que posso continuar evoluindo e alcançar tudo o que quero aqui no Spurs.”

#### 2010–2012: Temporadas finais na Inglaterra

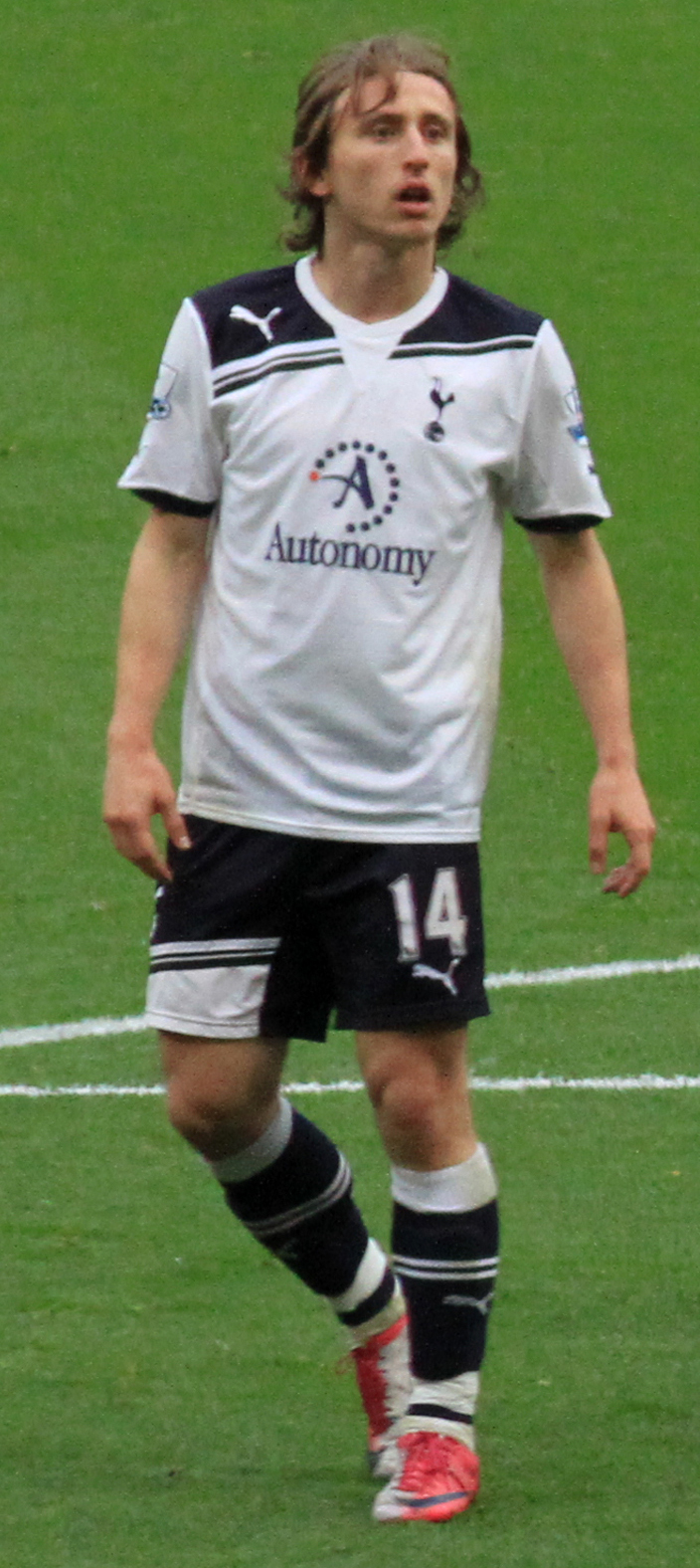
Modrić jogando contra o Arsenal em novembro de 2010.

Em 11 de setembro de 2010, Modrić marcou seu primeiro gol da temporada de 2010–11, no empate por 1 a 1 fora de casa contra o West Brom. Em 28 de novembro, em uma partida em casa contra o Liverpool, Modrić marcou um gol que depois foi creditado como gol contra de Martin Škrtel. Após um empate contra o Manchester United, no White Hart Lane, em janeiro de 2011, Redknapp elogiou Modrić, dizendo: “Ele foi inacreditável. Magnífico. É um jogador incrível, o baixinho pega a bola nos espaços mais apertados, com gente ao redor, e se desvencilha das situações. Ele poderia jogar em qualquer time do mundo.” Modrić também marcou na vitória do Tottenham por 3 a 2 sobre o Stoke City, em 9 de abril, e converteu um pênalti em Anfield, em 15 de maio, na vitória por 2 a 0 sobre o Liverpool. Modrić ajudou o Tottenham a alcançar sua primeira participação na Liga dos Campeões. No primeiro jogo, contra a Inter de Milão, no San Siro, em 20 de outubro, ele saiu cedo devido a uma lesão; os Spurs perderam por 4 a 3, apesar do desempenho impressionante de Gareth Bale. No jogo de volta, em casa, em 2 de novembro, Modrić teve liberdade para se movimentar e ditar o ritmo do jogo. Ele criou e deu a assistência para o primeiro gol de Rafael van der Vaart, na vitória por 3 a 1. No jogo seguinte, contra o Werder Bremen, Modrić marcou o segundo gol. Após um empate sem gols contra o Milan, os Spurs foram eliminados da competição nas quartas de final pelo Real Madrid.

Modrić disputou 32 partidas na Premier League na temporada de 2010–11, marcando três gols, registrando duas assistências e fazendo a maior média de passes por jogo nos Spurs, com 62,5 passes e uma taxa de acerto de 87,4%. Ao final da temporada, Modrić foi eleito o Jogador do Ano do Tottenham Hotspur. O então técnico do Manchester United, Sir Alex Ferguson, disse que teria escolhido Modrić como seu Jogador do Ano naquela temporada.
“Passei quatro anos maravilhosos lá, com muitas emoções, com muito amor do clube e dos torcedores. Aproveitei cada momento no Tottenham. Mas chega um momento em que você sente que precisa dar um passo adiante, ir para um nível mais alto. Acho que foi o momento certo para ir, mas sempre serei grato ao Tottenham por tudo o que fizeram por mim. Me tornei um jogador melhor lá e eles me impulsionaram ao nível em que estou agora.”

- Luka Modrić, refletindo sobre as negociações com o Chelsea e a mudança para o Real Madrid em fevereiro de 2014.
Em meados de 2011, Modrić foi fortemente cobiçado pelo rival londrino do Tottenham, o Chelsea, que fez uma primeira oferta de £22 milhões, aumentada depois para £27 milhões, ambas rejeitadas pelo presidente dos Spurs, Daniel Levy. Após as ofertas fracassadas, Modrić anunciou que acolheria uma mudança para o outro lado de Londres e que tinha um “acordo de cavalheiros” com Levy de que o clube consideraria propostas de um “grande clube”. As especulações continuaram ao longo da janela de transferências de verão, culminando com Modrić se recusando a jogar na partida de abertura da temporada de 2011–12, contra o Manchester United, que terminou com uma derrota por 3 a 0. Modrić disse que sua “cabeça não estava no lugar certo”, pois continuava forçando uma transferência para o Chelsea. No último dia da janela de transferências, o Chelsea fez uma oferta de £40 milhões, novamente rejeitada.
Após não conseguir a transferência, o técnico dos Spurs, Harry Redknapp, disse a Modrić para focar no futebol e o escalou como titular. Em 18 de setembro, ele marcou seu primeiro gol na temporada pelo Tottenham com um chute de 23 metros na vitória por 4 a 0 em casa sobre o Liverpool. Em 14 de janeiro de 2012, Modrić marcou o único gol no empate em casa com o Wolverhampton. Em 31 de janeiro, na vitória por 3 a 1 contra o Wigan, ele deu a assistência para o primeiro gol com um passe cruzado e marcou o segundo. Pela terceira vez naquela temporada, ele foi incluído no “Time da Semana”. Modrić marcou seu último gol pelo Tottenham em 2 de maio, na vitória por 4 a 1 fora de casa contra o Bolton.

### Real Madrid

#### 2012–13: Tornando-se titular no Real Madrid

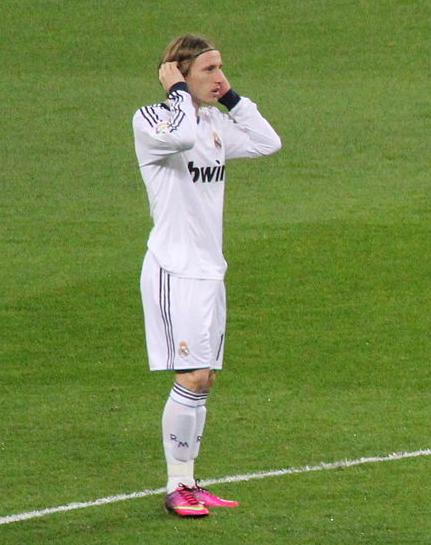
Modrić jogando contra o Sevilla em fevereiro de 2013.

Em 27 de agosto de 2012, o Real Madrid anunciou que havia chegado a um acordo com o Tottenham por uma taxa de transferência de aproximadamente £30 milhões. Modrić assinou um contrato de cinco anos com o clube espanhol. Dois dias depois, ele fez sua estreia pelo Real Madrid contra o Barcelona, na partida de volta da final da Supercopa da Espanha de 2012, no Estádio Santiago Bernabéu, substituindo Mesut Özil aos 83 minutos. O Real Madrid venceu a partida, dando a Modrić seu primeiro troféu com o clube apenas 36 horas após o anúncio de sua contratação. Apesar da estreia positiva, Modrić inicialmente teve dificuldades para se adaptar à equipe sob o comando do técnico José Mourinho, devido à falta de treinamento de pré-temporada, que ele perdeu em razão das negociações de transferência em andamento. A presença dos experientes meio-campistas Xabi Alonso e Sami Khedira no meio-campo defensivo, e de Özil no meio-campo ofensivo, geralmente mantinha Modrić fora da equipe titular, limitando-o a aparições como substituto. Ele jogou fora de posição durante seus primeiros meses no clube. Ele fez sua primeira partida pela Liga dos Campeões pelo Real Madrid na fase de grupos contra o Manchester City, em 18 de setembro, jogo que o Real venceu por 3 a 2. Em 3 de novembro, Modrić marcou seu primeiro gol pelo Real Madrid, nos minutos finais da vitória por 4 a 0 sobre o Real Zaragoza, pela La Liga. Sua partida mais notável naquele ano foi em 4 de dezembro, quando deu assistências para os dois primeiros gols de Cristiano Ronaldo e José Callejón, na vitória por 4 a 1 sobre o Ajax, pela fase de grupos da Liga dos Campeões. Ao final do ano, foi eleito a pior contratação da temporada pelo jornal espanhol Marca.
Modrić foi titular na partida em casa do Real Madrid contra o Barcelona, em 2 de março de 2013. Após cobrança de escanteio, ele deu assistência para Sergio Ramos marcar o gol da vitória aos 82 minutos, dando ao Real Madrid uma vitória em El Clásico. Em 5 de março, Modrić entrou como substituto no segundo tempo da partida decisiva das oitavas de final da Liga dos Campeões contra o Manchester United, que jogava com um a menos, em Old Trafford. Com o Real Madrid em desvantagem, Modrić empatou com um chute de longa distância e desempenhou um papel fundamental no restante da partida, que o Real Madrid venceu por 2 a 1, avançando para as quartas de final com um placar agregado de 3 a 2. Esta partida é frequentemente vista como o ponto de virada na carreira de Modrić no Real Madrid. Em 16 de março, ele repetiu essa atuação contra o Mallorca, dando a vantagem ao Real Madrid com um chute de longa distância; o Real venceu a partida por 5 a 2. Modrić foi titular nos dois jogos das semifinais da Liga dos Campeões contra o Borussia Dortmund. No primeiro jogo, em 24 de abril, atuou como meio-campista ofensivo, posição em que teve pouca influência, e a equipe perdeu por 4 a 1. Em 30 de abril, na vitória por 2 a 0 no segundo jogo, Modrić atuou como armador recuado, distribuindo passes para os atacantes e criando várias oportunidades; foi um dos jogadores mais bem avaliados naquela noite. A partir de março de 2013, o desempenho e a influência de Modrić no meio-campo continuaram a crescer, destacando-se como o jogador com maior número de passes completados em sua equipe. Em 8 de maio, ele deu assistência a partir de um escanteio para o primeiro gol e marcou o quarto gol na vitória por 6 a 2 sobre o Málaga.

#### 2013–2015: Melhor meio-campista da Espanha e La Décima
“Ele é o cérebro do meio-campo em um ambiente complicado. Todo dia, em Madrid, a pressão vem de todos os lados. Modrić não apenas suporta a pressão, mas cresceu com ela, tornando-se o melhor jogador do Madrid, junto com Ronaldo.”

- Predrag Mijatović elogia o crescente desempenho e a importância de Modrić para a equipe, em janeiro de 2014.
Com a chegada do novo técnico Carlo Ancelotti, Modrić tornou-se um dos titulares mais frequentes da equipe, formando parceria no meio-campo com Xabi Alonso para proporcionar equilíbrio entre defesa e ataque. Ele foi consistentemente o jogador com maior eficiência nos passes da equipe, com uma média de 90% de acerto na La Liga, além de liderar em recuperações de bola entre o elenco. Ele marcou seu primeiro gol na temporada de 2013–14 no último jogo da fase de grupos da Liga dos Campeões, contra o København, sendo esse seu quinto gol pelo clube, todos marcados de fora da área. Modrić marcou seu primeiro gol na Liga na vitória por 3 a 0 fora de casa contra o Getafe, seu sexto gol fora da área. Modrić estava em campo quando o Real Madrid conquistou a Copa do Rei de 2013–14, ao derrotar o Barcelona por 2 a 1 na final.
No primeiro jogo das quartas de final da Liga dos Campeões, Modrić interceptou a bola e deu assistência para Cristiano Ronaldo marcar o terceiro gol na vitória do Real Madrid por 3 a 0 em casa contra o Borussia Dortmund. Esse gol foi decisivo, pois o Real perdeu por 2 a 0 no segundo jogo, mas avançou com uma vantagem mínima no placar agregado de 3 a 2. Em sua 100ª partida pelo clube, Modrić deu assistência para o primeiro gol na vitória por 4 a 0 sobre o Bayern de Munique, na semifinal da Liga dos Campeões, ajudando o Real Madrid a alcançar a final pela primeira vez em 12 anos. Ele foi incluído na Equipe da Semana da UEFA em ambas as partidas da semifinal. Em 24 de maio, na final, Modrić novamente deu assistência a partir de um escanteio para Sergio Ramos, que marcou o gol de empate aos 93 minutos contra o Atlético de Madrid. O Real venceu por 4 a 1 na prorrogação, conquistando o décimo título da Liga dos Campeões do clube, localmente conhecido como La Décima. Ele foi incluído na Equipe da Temporada da Liga dos Campeões e recebeu o prêmio de "Melhor Meio-Campista" da primeira divisão espanhola naquela temporada.
Em agosto de 2014, Modrić assinou um novo contrato para permanecer no Real Madrid até 2018. Com a saída de Alonso, ele passou a formar dupla no meio-campo com o recém-chegado Toni Kroos. O Real Madrid iniciou a temporada de 2014–15 vencendo a Supercopa da UEFA sobre o Sevilla. Modrić deu duas assistências para Bale: a primeira contra a Real Sociedad, na La Liga, e a segunda contra o Basel, na Liga dos Campeões. Na vitória por 2 a 0 fora de casa contra o Villarreal, Modrić marcou seu sétimo gol de fora da área.
No fim de novembro, Modrić sofreu uma lesão na coxa durante uma partida internacional contra a Itália, o que o deixou afastado por três meses. Ele retornou no início de março de 2015, sendo titular em sete partidas e provando estar em boa forma. Em 21 de abril, na vitória por 3 a 1 em casa sobre o Málaga, ele sofreu uma entorse nos ligamentos do joelho direito, o que o afastou dos gramados até maio. Com sua lesão, a sequência de 22 vitórias consecutivas do Real Madrid na temporada chegou ao fim. Sua ausência e a falta de um substituto de qualidade foram apontadas como as principais causas do fracasso do Real Madrid em conquistar vitórias na La Liga e na Liga dos Campeões. Ancelotti afirmou: “Modrić ficou fora a maior parte do ano e isso nos prejudicou.” A influência de Modrić foi reconhecida e ele foi selecionado pelos jogadores profissionais para a World XI da FIFPro.

#### 2015–2017: Entre os melhores jogadores do mundo e La Undécima e Duodécima

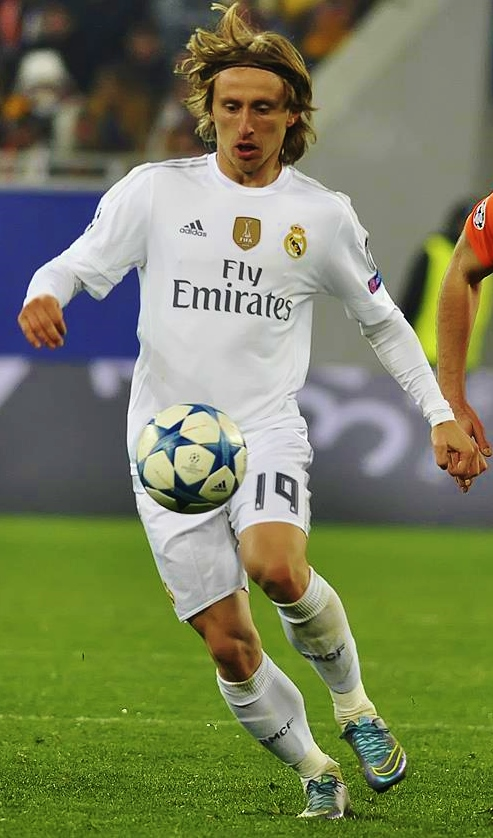
Modrić jogando contra o Shakhtar Donetsk durante a partida da fase de grupos da Liga dos Campeões em novembro de 2015.

Para a temporada de 2015–16, Carlo Ancelotti foi substituído por Rafael Benítez, sob cuja direção Modrić continuou a ser um jogador-chave no meio-campo. Ele sofreu uma lesão muscular na virilha durante uma partida internacional contra a Bulgária, em outubro, sugerindo inicialmente uma ausência de duas a três semanas. No entanto, em 20 de outubro, ele já havia se recuperado a tempo para o jogo contra o Paris Saint-Germain.
Com a chegada do novo técnico Zinedine Zidane, em janeiro de 2016, a relação entre eles foi destacada pela mídia, com Modrić descrito como "mestre do jogo" e o crucial "conector" entre a defesa e o ataque. Isso ficou evidente nas três primeiras partidas, vitórias contra Deportivo La Coruña e Sporting Gijón, e um empate contra o Real Betis, nas quais Modrić foi elogiado por criar chances, por seu posicionamento e pelo desempenho e influência gerais. Em 7 de fevereiro, Modrić marcou o gol da vitória, de fora da área, na vitória por 2–1 contra o Granada. Modrić foi titular regular quando a equipe conquistou a Liga dos Campeões da UEFA de 2015–16 na final contra o Atlético de Madrid. Ele foi incluído tanto na equipe da temporada da Liga dos Campeões quanto na da La Liga. Pela segunda vez, também recebeu o prêmio de "Melhor Meio-campista" da primeira divisão espanhola. Foi, pela segunda vez, incluído no World XI da FIFPro.
Em 18 de outubro de 2016, Modrić assinou um novo contrato com o Real Madrid, permanecendo no clube até 2020. Devido a uma lesão no joelho esquerdo sofrida em meados de setembro, ele perdeu oito jogos, retornando no início de novembro. Em 18 de dezembro, conquistou a Copa do Mundo de Clubes da FIFA de 2016 com o Real Madrid, recebendo a Bola de Prata por suas atuações durante o torneio. Em janeiro de 2017, foi incluído pela primeira vez na Equipe do Ano da UEFA. Em 12 de março de 2017, na vitória por 2–1 sobre o Real Betis, Modrić disputou sua 200ª partida pelo Real Madrid.
Modrić foi titular regular quando o Real Madrid venceu a La Liga de 2016–17, bem como a Liga dos Campeões da UEFA de 2016–17, onde ele deu a assistência para o segundo gol de Cristiano Ronaldo na final contra a Juventus. Modrić foi incluído na equipe da temporada da Liga dos Campeões e se tornou o primeiro croata a vencer a Liga dos Campeões três vezes. Ele também recebeu o prêmio de Melhor Meio-campista da temporada da Liga dos Campeões, concedido pela UEFA. Na disputa pelo Prêmio de Jogador do Ano da UEFA, ficou em quarto lugar, enquanto, na corrida pela Bola de Ouro de 2017, ficou em quinto. Pela terceira vez, também foi incluído no World XI da FIFPro.

#### 2017–18: Bola de Ouro e terceiro título consecutivo da Liga dos Campeões

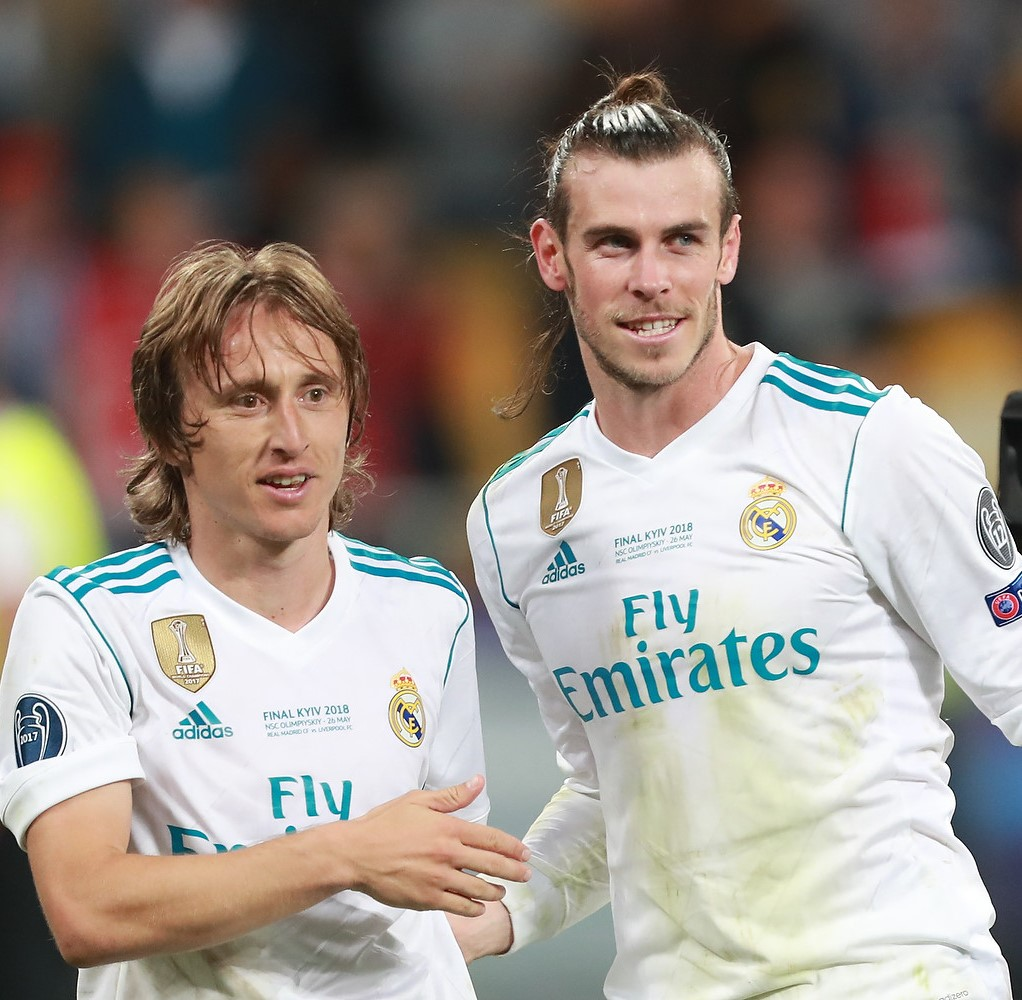
Modrić (à esquerda) com Gareth Bale durante a final da Liga dos Campeões de 2018.

Com a saída de James Rodríguez para o Bayern de Munique, Modrić herdou a cobiçada camisa 10 da equipe para a temporada de 2017–18, substituindo a camisa 19 que usava anteriormente. Em dezembro, venceu a Copa do Mundo de Clubes da FIFA de 2017 com o Real Madrid e recebeu a Bola de Ouro como o melhor jogador da competição por seu desempenho. Seu primeiro gol da temporada veio na vitória por 7–1 sobre o Deportivo La Coruña, em 21 de janeiro de 2018. No mesmo mês, foi incluído pela segunda vez na Equipe do Ano da UEFA. Modrić foi titular regular quando o Real Madrid venceu a Liga dos Campeões da UEFA de 2017–18, começando na vitória final contra o Liverpool, que rendeu ao Madrid seu terceiro título consecutivo. Por suas atuações ao longo da campanha, Modrić foi incluído pela terceira vez consecutiva na equipe da temporada da Liga dos Campeões. Posteriormente, recebeu o prêmio de Melhor Meio-campista da temporada da Liga dos Campeões, pela segunda vez consecutiva.
Devido às suas atuações pelo clube e pela seleção na Copa do Mundo FIFA de 2018, onde também recebeu a Bola de Ouro, em agosto e setembro Modrić venceu o prêmio de Jogador do Ano da UEFA e o prêmio The Best FIFA Football Awards. Em dezembro, adicionou a Bola de Ouro à sua coleção, marcando a primeira vez desde 2007 que o prêmio não foi conquistado por Lionel Messi ou Cristiano Ronaldo. Além disso, além de se tornar o primeiro jogador croata a vencer esses prêmios, Modrić foi o primeiro jogador a vencer a Bola de Ouro da Copa do Mundo e o prêmio de Jogador do Ano da UEFA no mesmo ano desde Ronaldo, em 1998, e a Bola de Ouro da Copa do Mundo e o prêmio The Best FIFA Men's Player desde Romário, em 1994. Adicionalmente, ele é o primeiro jogador da ex-Iugoslávia a conquistar esses prêmios, o primeiro jogador da Europa Oriental a vencer a Bola de Ouro desde Andriy Shevchenko, em 2004, e o décimo jogador do Real Madrid a conquistar o troféu. Além disso, a vitória no troféu acionou uma cláusula em seu contrato, garantindo sua permanência no clube até 2021. Ele também foi incluído no World XI da FIFPro pela quarta vez e venceu o prêmio de Melhor Criador de Jogadas do Mundo, concedido pela IFFHS.
Após receber o prêmio de Jogador do Ano da FIFA, Modrić afirmou que "mostra que todos podemos nos tornar os melhores com trabalho duro, dedicação e crença, todos os sonhos podem se tornar realidade". Modrić dedicou a Bola de Ouro a "todos os jogadores que provavelmente mereciam vencê-la e não venceram" na última década, incluindo Xavi, Andrés Iniesta e Wesley Sneijder, entre outros.

#### 2018–2021: Bicampeão espanhol
A chegada do novo técnico Julen Lopetegui, em agosto de 2018, fez com que Modrić tivesse um retorno gradual à equipe titular, inicialmente como substituto, devido à falta de preparação na pré-temporada após a Copa do Mundo de 2018. Isso incluiu uma aparição como substituto na derrota por 4–2 após a prorrogação contra o Atlético de Madrid, na Supercopa da UEFA. Sua primeira partida como titular na temporada ocorreu em 1º de setembro, na vitória por 4–1 em casa contra o Leganés, na qual ele deu assistência para o terceiro gol da equipe, marcado por Karim Benzema. Sua 100ª partida em competições europeias de clubes ocorreu em 19 de setembro, na vitória por 3–0 contra a Roma, na qual ele deu assistência para o segundo gol, marcado por Gareth Bale. Em 22 de dezembro, Modrić conquistou seu terceiro título da Copa do Mundo de Clubes da FIFA, marcando o primeiro gol e dando assistência para o terceiro na final contra o Al Ain. Em 13 e 19 de janeiro de 2019, Modrić marcou, pela primeira vez, gols em duas partidas consecutivas da liga, nas vitórias por 2–1 contra o Real Betis e 2–0 contra o Sevilla. No mesmo mês, foi incluído pela terceira vez na Equipe do Ano da UEFA. De 27 de fevereiro a 5 de março, Modrić passou pelo que descreveu como "a semana mais difícil de sua vida no futebol", com o Real Madrid perdendo duas vezes para o Barcelona e sendo eliminado pelo Ajax, caindo assim da Copa do Rei, da corrida pelo título da La Liga e da Liga dos Campeões, respectivamente. Apesar de ter tido uma temporada aquém do esperado, foi, pela quinta vez consecutiva, incluído no World XI da FIFPro.
Em 27 de agosto de 2019, celebrou o sétimo aniversário de sua assinatura com o clube. Apesar das dúvidas levantadas devido à sua idade de 34 anos e à decisão de continuar jogando pela seleção nacional, o que o tornaria mais propenso a lesões, Modrić afirmou que queria "recuperar sua melhor forma nesta temporada". Seu primeiro gol da temporada veio em 5 de outubro, na vitória por 4–2 em casa contra o Granada. Em 12 de novembro, recebeu o prêmio Golden Foot. Em 23 de novembro, fez duas assistências e marcou um gol na vitória por 3–1 em casa contra a Real Sociedad. Em 8 de janeiro de 2020, Modrić, com um chute de trivela, marcou seu quinto gol na temporada e o 100º gol da carreira, na vitória por 3–1 contra o Valencia, na semifinal da Supercopa da Espanha de 2019–20. Em 12 de janeiro, converteu com sucesso um pênalti na disputa final, quando o Real Madrid venceu o Atlético por 4–1 nas penalidades. Após a retomada da La Liga, depois de uma suspensão de três meses devido à pandemia de COVID-19, Modrić foi elogiado por ser um dos melhores jogadores do Real Madrid, apesar da idade, resultando em várias especulações na mídia sobre a extensão de seu contrato com o clube. Em 16 de julho, ele deu assistência para o gol de abertura de Benzema na vitória por 2–1 sobre o Villarreal, garantindo assim o título da liga ao Real Madrid.
Em 21 de outubro de 2020, ele marcou seu primeiro gol na temporada de 2020–21, na derrota por 3–2 para o Shakhtar Donetsk, na Liga dos Campeões. O gol fez dele o quarto jogador na história do clube a marcar na competição com 35 anos ou mais, ao lado de Alfredo Di Stéfano, Ferenc Puskás e Francisco Gento. Três dias depois, ele saiu do banco e, com um chute de trivela, marcou seu primeiro gol em um El Clásico, na vitória por 3–1 sobre o Barcelona. Em 25 de maio de 2021, ele estendeu seu contrato com o Real Madrid até 2022.

#### 2021–2024: Quarta La Liga, sexta Liga dos Campeões e segundo título da Copa do Rei

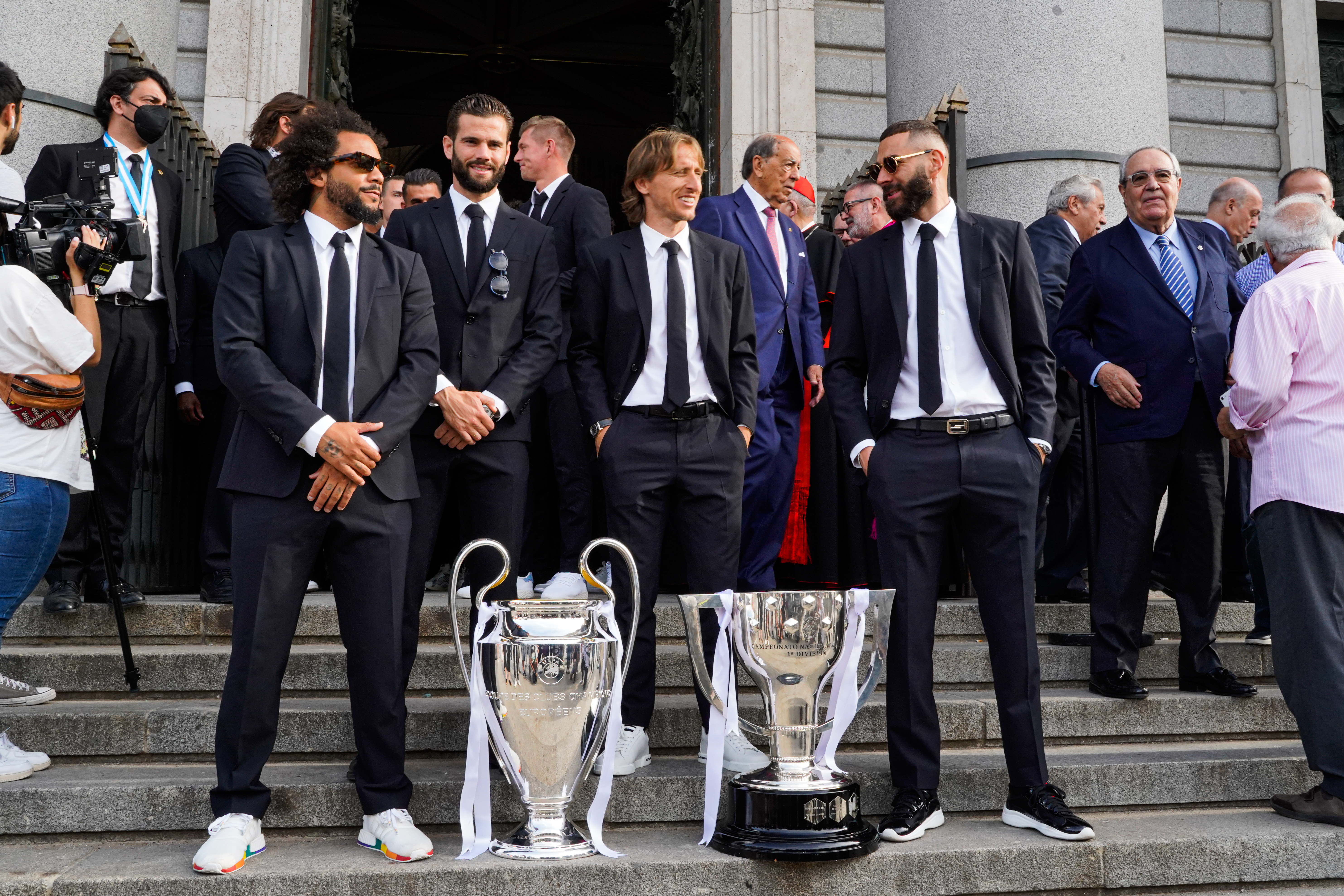
Modrić em uma cerimônia de apresentação de troféu em frente à Catedral de Almudena em maio de 2022.

Em 24 de outubro de 2021, na temporada de 2021–22, Modrić disputou seu 400º jogo pelo Real Madrid, na vitória por 2–1 em um El Clásico. Em 30 de outubro, Modrić capitaneou o Real Madrid pela primeira vez e fez a assistência para o gol da vitória, após Marcelo lhe entregar a braçadeira ao ser substituído, na vitória por 2–1 sobre o Elche. Em 7 de dezembro de 2021, ele disputou seu 100º jogo na Liga dos Campeões e foi eleito o Melhor em Campo na vitória por 2–0 sobre a Internazionale. Em 16 de janeiro de 2022, ele marcou o primeiro gol na final da Supercopa da Espanha de 2022 e foi eleito o Melhor em Campo, quando o Real Madrid derrotou o Athletic Bilbao por 2–0. O gol fez dele o jogador mais velho a marcar na história da competição. Em 5 de março, Modrić deu uma assistência e marcou de fora da área na vitória por 4–1 sobre a Real Sociedad. Nos dias 6 e 12 de abril, Modrić fez assistências nas duas partidas das quartas de final da Liga dos Campeões, na vitória agregada de 5–4 contra o Chelsea. Ele foi elogiado tanto pelo desempenho ofensivo quanto pelo defensivo em ambas as partidas, especialmente pela assistência de trivela, de longa distância, para Rodrygo no momento crucial do segundo jogo, sendo eleito o Melhor em Campo e também o Jogador da Semana pela UEFA. Ele foi titular regular em 30 de abril, quando o Real Madrid conquistou seu 35º título espanhol e o 3º pessoal de Modrić, em 4 de maio, quando o Real Madrid venceu na prorrogação a segunda partida contra o Manchester City, e em 28 de maio, quando conquistou seu 5º título na final da Liga dos Campeões. Pela sexta vez na carreira, foi incluído na Equipe da Temporada da Liga dos Campeões da UEFA. Em 8 de junho de 2022, renovou seu contrato até 2023.
Em 20 de agosto de 2022, Modrić marcou seu primeiro gol e deu sua primeira assistência da temporada, na vitória por 4–1 contra o Celta de Vigo, pela La Liga. Em 6 de setembro, ele marcou em sua primeira partida na Liga dos Campeões da temporada, na vitória por 3–0 contra o Celtic, tornando-se o oitavo jogador do Real Madrid a alcançar 100 partidas na competição. Em 11 de setembro, tornou-se o terceiro jogador do Real Madrid, depois de Puskás e Francisco Buyo, a jogar 100 partidas com mais de 35 anos de idade. Em fevereiro de 2023, Modrić foi incluído pela sexta vez no World XI da FIFPro. Em 6 de maio, atuou como substituto no segundo tempo na vitória por 2–1 sobre o Osasuna na final da Copa do Rei, conquistando seu segundo troféu nesta competição. Em junho, estendeu seu contrato até 2024.
Durante a temporada de 2023–24, com a saída de Benzema, Modrić tornou-se vice-capitão da equipe, mas também começou a ter menos tempo como titular devido à mudança de formação e à concorrência com jogadores mais jovens como Federico Valverde, Jude Bellingham, Eduardo Camavinga, Aurélien Tchouaméni e Dani Ceballos. Em 28 de outubro, Modrić entrou como substituto no segundo tempo e fez sua 500ª partida pelo Real Madrid em todas as competições, na vitória por 2–1 contra o Barcelona, contribuindo com a assistência para o gol da vitória, marcado por Bellingham nos acréscimos. Em 27 de novembro, na vitória por 3–0 contra o Cádiz, Modrić estabeleceu o recorde de mais partidas pelo clube após os 35 anos, com 161 aparições, superando o recorde anterior que dividia com Paco Buyo. Em 30 de abril de 2024, Modrić entrou como substituto no final da primeira partida da semifinal da Liga dos Campeões contra o Bayern de Munique e, aos 38 anos e 234 dias, quebrou o recorde de jogador mais velho a atuar pelo Real Madrid na competição, superando Puskás por cinco dias. Poucos dias depois, em 4 de maio, ele se tornou o jogador mais velho a atuar na La Liga pelo Real Madrid, aos 38 anos e 238 dias, quebrando outro recorde de Puskás, na vitória por 3–0 sobre o Cádiz. Além disso, conquistou seu quarto título da La Liga após essa vitória, igualando o recorde de Marcelo, Karim Benzema e Nacho como os jogadores mais condecorados do clube, com 25 troféus. Ele ampliou esse recorde com seu 26º troféu na final da Liga dos Campeões, após a vitória por 2–0 sobre o Borussia Dortmund, assim como Nacho. Ele também se tornou o primeiro jogador a vencer seis finais na competição, junto com Dani Carvajal.

#### 2024–25: Capitania, recordes e anúncio da saída

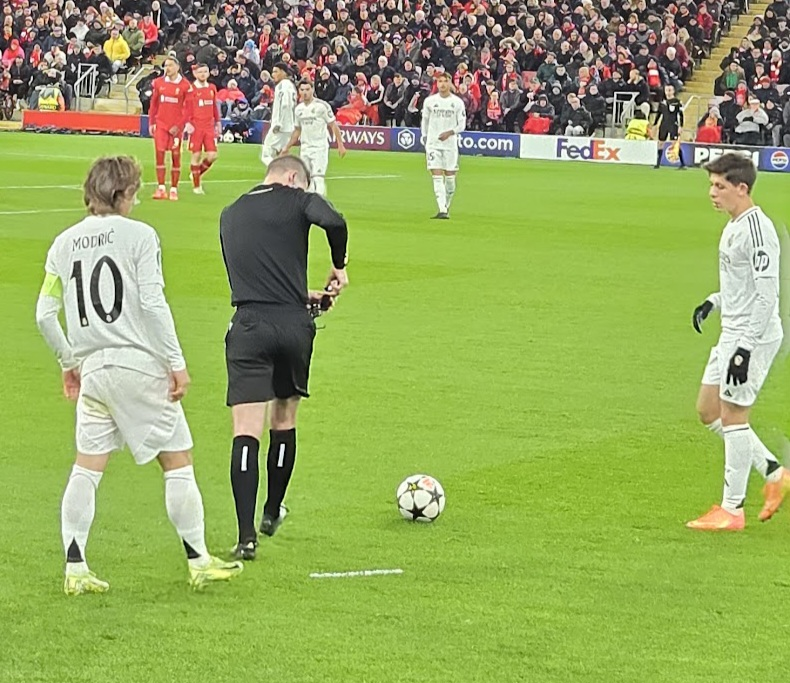
Modrić capitaneando o Real Madrid em uma partida da fase da Liga dos Campeões da UEFA de 2024–25 contra o Liverpool, em novembro de 2024.

Em 17 de julho de 2024, Modrić estendeu seu contrato até 2025 e tornou-se capitão da equipe após a saída de Nacho. Um mês depois, em 14 de agosto, conquistou seu quinto troféu da Supercopa, após a vitória por 2–0 sobre a Atalanta, tornando-se o jogador mais condecorado da história do clube, com 27 títulos. Em 19 de outubro, tornou-se o jogador mais velho a atuar em uma partida oficial pelo Real Madrid, na vitória por 2–1 contra o Celta de Vigo, aos 39 anos e 40 dias, superando o recorde anterior de Puskás, estabelecido em 1966. Ainda naquele ano, em 18 de dezembro, Modrić conquistou seu 28º título pelo clube, ampliando seu recorde, após a vitória por 3–0 sobre o Pachuca na final da Copa Intercontinental da FIFA.
Em 3 de janeiro de 2025, Modrić marcou seu primeiro gol da temporada de 2024–25, na vitória por 2–1 contra o Valencia, tornando-se o jogador mais velho a marcar pelo Real Madrid em todas as competições, aos 39 anos e 116 dias, superando o recorde de Puskás estabelecido em 1966. Além disso, fez sua 561ª partida pelo clube, entrando para o top 10 da lista de jogadores com mais jogos na história do Real Madrid, igualando os recordes de Pirri e Míchel. Em 23 de fevereiro, Modrić foi eleito o Melhor em Campo e marcou um gol de voleio da meia-lua na vitória por 2–0 contra o Girona.
Embora Modrić tenha atuado em 63 jogos (principalmente como substituto regular) e registrado mais minutos, gols e assistências do que na temporada anterior, continuando a demonstrar qualidade de alto nível e importância para o meio-campo do clube, foi anunciado, em 22 de maio de 2025, que Modrić deixaria o Real Madrid após 13 anos no clube, após a disputa do Mundial de Clubes da FIFA de 2025. Ele disputou sua última partida em casa pelo clube, em 24 de maio, contra a Real Sociedad, recebendo uma homenagem do clube e uma guarda de honra dos jogadores de ambas as equipes antes do final da partida, em reconhecimento ao seu legado. Guillem Balagué descreveu o momento como “o fim de uma era” na história do clube. Em sua vitoriosa passagem pelo clube espanhol, Modric disputou 597 jogos oficiais, anotando 43 gols. Foram 394 vitórias, 102 empates e 101 derrotas.

### Milan
Em 14 de julho de 2025, o Milan anunciou a contratação de Luka Modric. O astro se despediu do Real Madrid após a participação dos merengues no Mundial de Clubes da Fifa, mas tinha um pré-acordo estabelecido com o time italiano para se transferir assim que deixasse a equipe espanhola.

## Carreira internacional
Modrić começou sua carreira internacional nas categorias de base, jogando pelas seleções croatas sub-15, sub-17, sub-18, sub-19 e sub-21. Ele estreou em março de 2001 pela equipe sub-15, treinada por Martin Novoselac, mas, apesar de seu talento e maturidade psicológica, não se tornou titular regular e jogador de destaque até se fortalecer fisicamente e estrear pela sub-18. Novoselac o considera um modelo para todos os jovens jogadores, pois é resultado de um trabalho e esforço gradual e contínuo, além do talento. Modrić fez sua estreia internacional pela Seleção Principal Croata em 1º de março de 2006, em um amistoso contra a Argentina, em Basel, que a Croácia venceu por 3–2.

#### 2006–2008: Primeiros grandes torneios
Modrić fez duas aparições na Copa do Mundo de 2006, entrando como substituto nos jogos da fase de grupos contra Japão e Austrália. Com a nomeação do novo técnico Slaven Bilić, Modrić passou a ter maior reconhecimento no cenário internacional; ele marcou seu primeiro gol na vitória croata por 2–0 sobre os campeões mundiais Itália, em amistoso realizado em 16 de agosto de 2006, em Livorno.
As atuações de Modrić garantiram-lhe um lugar regular na seleção, e ele teve um desempenho de destaque na campanha de qualificação da Croácia para a Eurocopa de 2008, que incluiu vitórias em casa e fora contra a Inglaterra. Como jovem meio-campista, muito se esperava de Modrić; ele foi frequentemente apelidado de "o Cruyff croata". Modrić marcou o primeiro gol da Croácia na Euro 2008, convertendo um pênalti aos quatro minutos da vitória por 1–0 contra os anfitriões Áustria, em 8 de junho de 2008, tornando-se o jogador mais jovem da Croácia a marcar em uma edição da Eurocopa (com 22 anos e 273 dias). Também foi o pênalti mais rápido já concedido e convertido na história do torneio. Ele continuou a impressionar no torneio e foi eleito o Melhor em Campo pela UEFA na vitória da Croácia sobre uma das favoritas e eventual finalista, a Alemanha. Nas quartas de final contra a Turquia, Modrić aproveitou um erro do veterano goleiro turco Rüştü Reçber e cruzou para Ivan Klasnić marcar o primeiro gol do jogo, a um minuto do fim da prorrogação. Contudo, Semih Şentürk empatou quase imediatamente para a Turquia. Na disputa de pênaltis, Modrić desperdiçou a primeira cobrança, e a Turquia venceu por 3–1. Ao fim da competição, Modrić foi incluído na Equipe do Torneio da UEFA, tornando-se apenas o segundo croata a conseguir essa honraria, depois de Davor Šuker.

#### 2008–2016: Dificuldades subsequentes
Nas eliminatórias para a Copa do Mundo de 2010, Modrić marcou três gols, contra Cazaquistão, Andorra e Ucrânia, igualando-se a Ivica Olić, Ivan Rakitić e Eduardo da Silva. A equipe, contudo, não conseguiu se classificar, terminando um ponto atrás da vice-líder Ucrânia. Após disputar todas as partidas da Croácia nas eliminatórias para a Eurocopa de 2012 e marcar um gol contra Israel, Modrić foi titular nos três jogos da fase de grupos contra Irlanda, Itália e Espanha, mas a equipe não avançou. Sua atuação mais notável foi contra a Espanha. O momento mais memorável ocorreu quando Modrić pegou a bola no meio-campo, superou o trio espanhol, avançou pela direita até a área, driblou um defensor e cruzou de trivela para Ivan Rakitić, mas Iker Casillas fez a defesa. Como a Croácia não avançou da fase de grupos, Modrić não foi incluído na Equipe do Torneio, embora o The Daily Telegraph o tenha colocado no melhor 11 até as semifinais, e sua atuação foi amplamente elogiada pelos críticos.

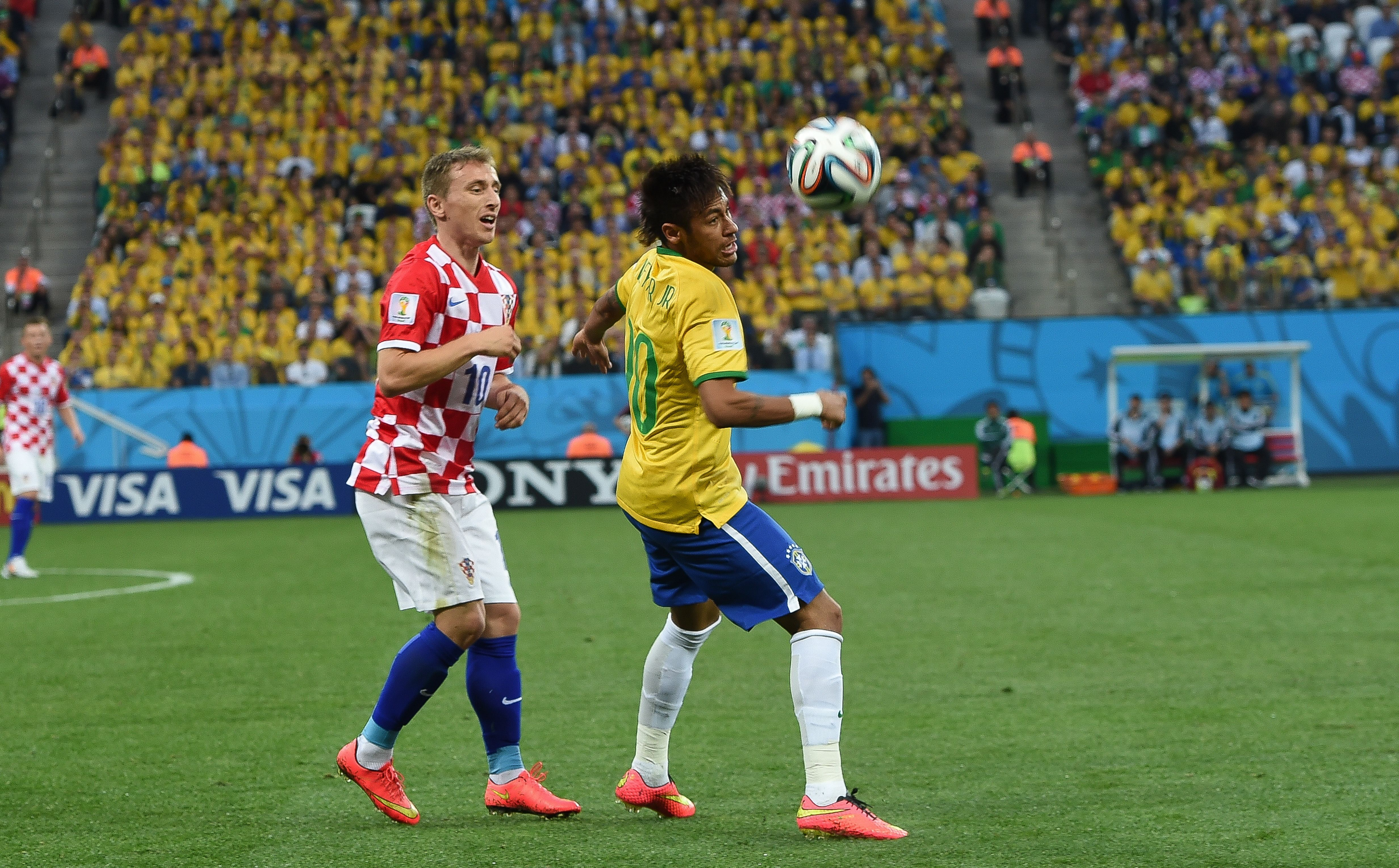
Modrić jogando contra Neymar, do Brasil, na Copa do Mundo de 2014.

Após as eliminatórias, Modrić e a seleção croata se classificaram para a Copa do Mundo de 2014. Caíram no Grupo A, ao lado dos anfitriões Brasil, México e Camarões. A Croácia disputou a partida de abertura contra o Brasil, perdendo por 3–1, e Modrić sofreu uma lesão leve no pé. No segundo jogo, a Croácia venceu por 4–0 para o Camarões, mas não avançou para as oitavas de final após perder por 3–1 para o México, apesar das grandes expectativas da imprensa e do público croata.
Nas eliminatórias para a Eurocopa de 2016, Modrić marcou seus primeiros gols pela seleção em três anos, o primeiro contra Malta, no dia de seu 29º aniversário, com um chute de longa distância, e depois um pênalti contra o Azerbaijão. Em 3 de março de 2015, Modrić capitaneou a Croácia pela primeira vez, em um empate contra o Azerbaijão. Na fase final do torneio, Modrić marcou o gol da vitória na estreia da Croácia na fase de grupos contra a Turquia. Assim, tornou-se o primeiro croata a marcar em duas edições distintas da Eurocopa, tendo feito um gol anteriormente contra a Áustria em 2008. Ele foi eleito o Melhor em Campo. Modrić foi forçado a perder o jogo crucial contra a Espanha em 21 de junho devido a uma pequena lesão muscular. Contudo, a Croácia venceu e ficou em primeiro no grupo, mas acabou eliminada por Portugal, por 1–0, na prorrogação, nas oitavas de final.

#### 2016–2018: Bola de Ouro da Copa do Mundo de 2018

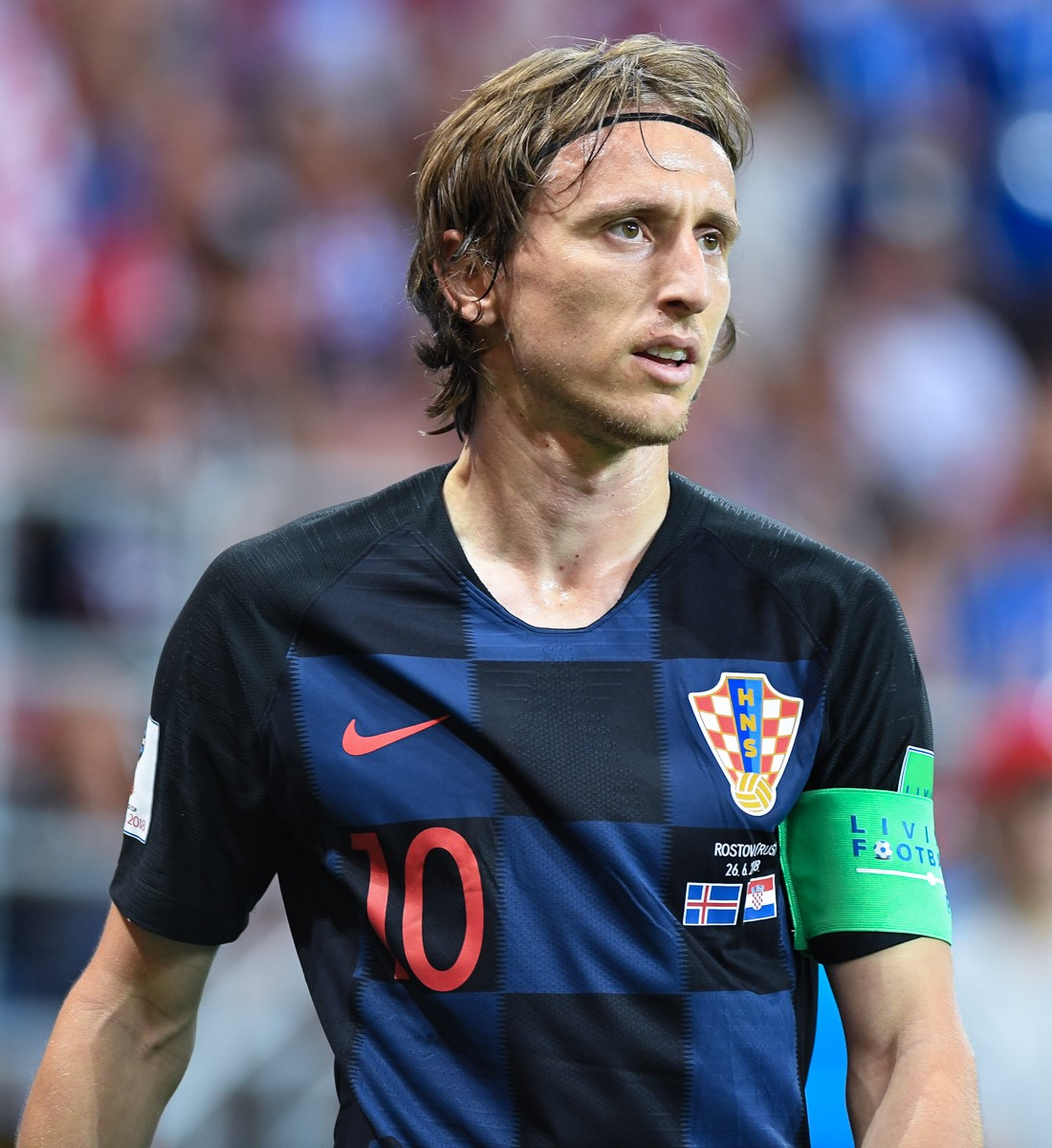
Modrić na Copa do Mundo de 2018. Diz-se que ele é o pilar da segunda Geração Dourada da Croácia.

Na campanha de qualificação da Croácia para a Copa do Mundo de 2018, Modrić tornou-se o novo capitão da equipe, após a aposentadoria de Darijo Srna. A Croácia iniciou bem a campanha; entretanto, após derrotas por 1–0 para Islândia e Turquia e um empate por 1–1 com a Finlândia (na qual Modrić fez sua 100ª aparição pela seleção), a Croácia comprometeu seriamente sua classificação para o torneio. Isso fez com que Modrić manifestasse publicamente sua falta de confiança no treinador Ante Čačić. Ele foi substituído por Zlatko Dalić antes da última partida da Croácia contra a Ucrânia, que a Croácia venceu por 2–0, garantindo vaga nos playoffs. Modrić converteu um pênalti na vitória por 4–1 sobre a Grécia na segunda fase da repescagem, garantindo a classificação para a Copa do Mundo.
A Croácia foi colocada no Grupo D, ao lado de Argentina, Islândia e Nigéria. Durante o torneio, Modrić — junto com Ivan Rakitić e Mario Mandžukić — foram chamados de a segunda "Geração de Ouro" da Croácia. Na vitória da Croácia contra a Nigéria na estreia, Modrić mais uma vez converteu um pênalti e foi eleito o Melhor em Campo. Ele também marcou no triunfo seguinte por 3–0 sobre a Argentina, com um chute de longa distância, sendo novamente escolhido o Melhor em Campo. Após participar da última partida da fase de grupos contra a Islândia, suas atuações na primeira fase do torneio fizeram com que ele fosse classificado pelas revistas FourFourTwo, The Daily Telegraph e ESPN como o melhor jogador da fase de grupos.

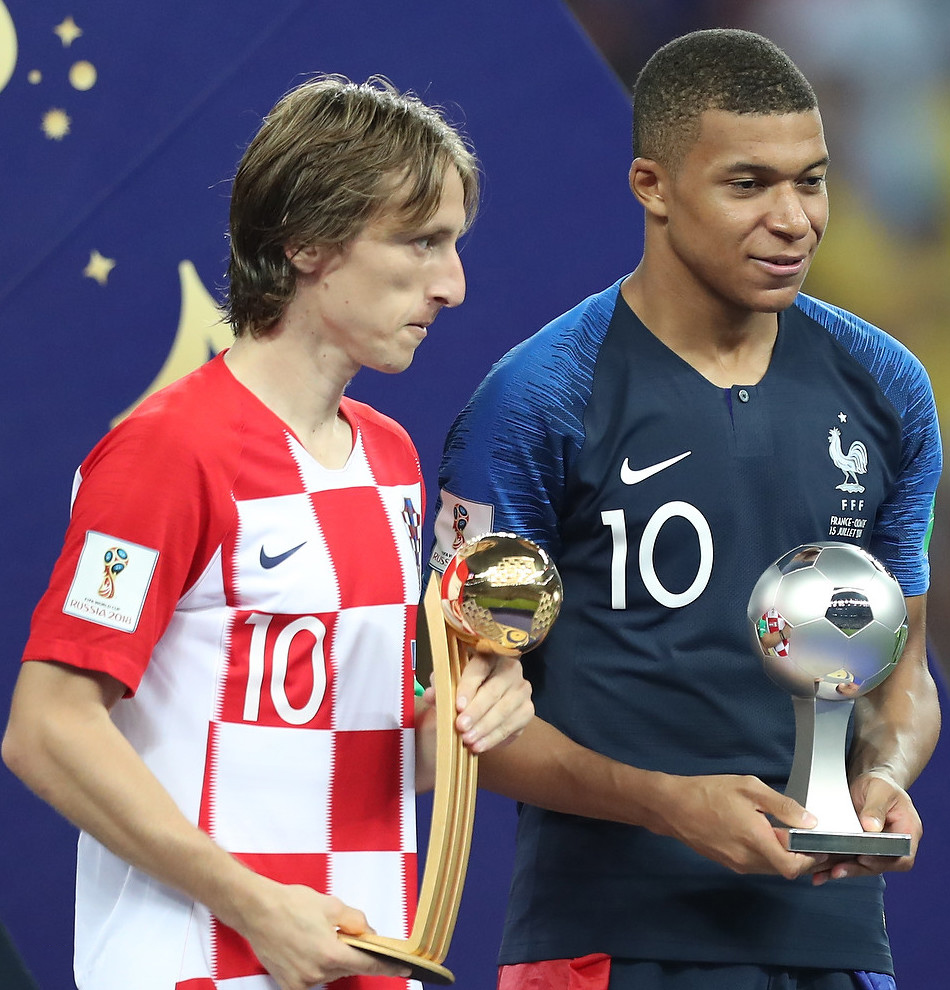
Modrić segurando seu prêmio Bola de Ouro de Melhor Jogador da Copa do Mundo de 2018.

Nas oitavas de final contra a Dinamarca, em 1º de julho, com o placar empatado em 1–1, Modrić criou uma oportunidade de gol para Ante Rebić na prorrogação, que foi derrubado na área; Modrić bateu o pênalti, mas a cobrança foi defendida por Kasper Schmeichel. Porém, Modrić converteu sua cobrança na disputa de pênaltis e a Croácia avançou após vencer por 3–2. Nas quartas de final contra a anfitriã Rússia, em 7 de julho, Modrić deu assistência para Domagoj Vida no gol da prorrogação em um escanteio e novamente marcou na disputa de pênaltis, após empate por 2–2; foi eleito o Melhor em Campo pela terceira vez no torneio. Na semifinal contra a Inglaterra, em 11 de julho, a Croácia avançou para a final da Copa do Mundo pela primeira vez em sua história após vencer por 2–1 na prorrogação. Dois dias antes da final, foi reportado que Modrić correu mais do que qualquer outro jogador, ficou em terceiro em chances criadas e liderou a equipe em dribles por jogo e passes completados no campo adversário.
Embora a Croácia tenha sido derrotada por 4–2 pela França na final em 15 de julho, Modrić recebeu a Bola de Ouro como melhor jogador do torneio e foi incluído na Equipe do Torneio. Após a calorosa recepção na capital Zagreb, Modrić e seus companheiros Danijel Subašić, Šime Vrsaljko e Dominik Livaković foram recebidos por dezenas de milhares de pessoas em sua cidade natal, Zadar.
Modrić participou das quatro partidas da edição inaugural da Nations League, com a Croácia terminando em último no Grupo A4 após a histórica derrota por 6–0 para a Espanha, em setembro, e a derrota por 2–1 para a Inglaterra, em novembro de 2018.

#### 2019–2022: Bola de Bronze da Copa do Mundo de 2022
Durante as eliminatórias para a Eurocopa de 2020, Modrić marcou dois gols: um pênalti no empate por 1–1 com o Azerbaijão e um gol na vitória por 3–0 sobre a Hungria, com a Croácia liderando o grupo e se classificando para o torneio. Contudo, devido à pandemia de COVID-19, o torneio foi adiado por um ano. Em 24 de março de 2021, Modrić fez sua 134ª aparição pela seleção em derrota por 1–0 para a Eslovênia nas eliminatórias da Copa do Mundo de 2022, igualando Darijo Srna como o jogador com mais partidas na história da seleção. Três dias depois, em vitória por 1–0 contra o Chipre nas eliminatórias, ele superou o recorde de Srna.
Modrić foi convocado para a seleção final da Eurocopa de 2020 em 17 de maio. Apesar do desempenho ruim da Croácia nas duas primeiras partidas da fase de grupos, Modrić foi eleito o Melhor em Campo na segunda delas, empate por 1–1 contra a República Tcheca, em 18 de junho. Quatro dias depois, na vitória por 3–1 sobre a Escócia, marcou o segundo gol da Croácia e deu assistência a Ivan Perišić para o terceiro, garantindo a passagem para as oitavas de final. O gol fez de Modrić o jogador mais velho da Croácia a marcar em uma Eurocopa, com 35 anos e 286 dias, mantendo também o recorde de jogador mais jovem a marcar que ele estabeleceu em 2008.
Nas eliminatórias para a Copa do Mundo de 2022, Modrić marcou três gols e deu duas assistências em sete partidas. Em 13 de junho de 2022, marcou um pênalti na vitória por 1–0 contra a França na Nations League, sendo essa a primeira vitória da Croácia sobre os franceses. Em 25 de setembro, marcou o gol de abertura na última partida do grupo na vitória por 3–1 contra a Áustria, ajudando a equipe a avançar para as finais da Nations League de 2023. Em 9 de novembro, Modrić foi convocado para a Copa do Mundo de 2022. Nos jogos da fase de grupos contra Marrocos e Bélgica, foi eleito o Melhor em Campo. Tornou-se o primeiro jogador a disputar a Eurocopa e a Copa do Mundo em três décadas diferentes. Nas oitavas e nas quartas de final, a Croácia avançou nas disputas por pênaltis contra Japão e Brasil, com Modrić marcando na disputa contra o Brasil e capitaneando a equipe à segunda semifinal consecutiva, onde perderam por 3–0 para a Argentina. Na disputa pelo terceiro lugar, a Croácia venceu por 2–1 o Marrocos, e Modrić recebeu a Bola de Bronze.
Produzida pela Fulwell 73, a FIFA lançou em 2022 a série documental esportiva "Capitães", de oito episódios, acompanhando seis capitães nacionais durante as campanhas de qualificação para a Copa do Mundo de 2022. Modrić, representando a Croácia, estrelou a primeira temporada ao lado de outros cinco jogadores internacionais. A série foi lançada pela Netflix e também exibida na plataforma de streaming da FIFA, FIFA+.

#### 2023–Presente: Finais da Nations League e decepção na Euro 2024
Em 25 de março de 2023, em partida válida pelas eliminatórias da Eurocopa de 2024 contra o País de Gales, Modrić tornou-se o jogador mais velho a atuar pela Croácia — com 37 anos, 6 meses e 16 dias — superando o recorde de Dražen Ladić, que estava desde 1999.
Em 14 de junho de 2023, Modrić foi amplamente elogiado pela atuação que levou a Croácia à vitória por 4–2 sobre a Holanda (após prorrogação) na semifinal da Nations League de 2023, no estádio De Kuip, em Rotterdam. No jogo, Modrić sofreu falta de Cody Gakpo que resultou em pênalti convertido por Andrej Kramarić. Na prorrogação, deu assistência a Bruno Petković para o gol da vitória e fechou o placar com um pênalti convertido. Foi eleito o Melhor em Campo. A Croácia terminou em segundo lugar após perder para a Espanha por 5–4 nos pênaltis na final, depois de empate em 0–0 no tempo normal e prorrogação, e Modrić marcou um dos pênaltis.
Em 20 de maio de 2024, Modrić foi incluído na lista final para a Eurocopa de 2024, tornando-se um dos três jogadores a participar de cinco edições do torneio europeu. Na última partida da fase de grupos contra a Itália, teve seu pênalti defendido por Gianluigi Donnarumma, mas marcou um gol um minuto depois, tornando-se o jogador mais velho a marcar na competição e superando Ivica Vastić por 32 dias. Foi eleito o jogador da partida, apesar do gol de empate nos acréscimos por Mattia Zaccagni, que eliminou a Croácia do torneio. Em março de 2025, nas quartas de final da Nations League, Modrić capitaneou a Croácia contra a França, sendo derrotada nos pênaltis.

## Perfil do jogador

### Estilo de jogo
“Ele não só é um trabalhador muito dedicado, como também tem um bom raciocínio e proporcionou certa calma e compostura ao meio-campo. Seus passes eram precisos e sua contribuição foi excepcional. Ele não só recuperava a bola, como também passava bem. Achamos que ele foi muito influente. Ele não apenas trabalhou duro, fez com que as outras pessoas jogassem melhor ao seu redor.” 

- Gérard Houllier, Equipe Técnica da UEFA, 2008
Um meio-campista diminuto e tecnicamente talentoso, Modrić é normalmente escalado como um criador de jogadas criativo, que define o ritmo da partida controlando a posse de bola a partir do meio do campo. Ele tem sido amplamente elogiado por muitos especialistas em futebol, técnicos e colegas jogadores por seus passes rápidos e chutes de longa distância, assim como por sua compostura e habilidade para evitar desarmes sob pressão. Ele também é notado por sua inteligência tática e versatilidade tanto no ataque quanto na defesa, assim como por sua visão, interpretação do espaço e capacidade de trabalho. Ex-meio-campista ofensivo, Modrić é considerado um veterano da "pré-assistência" ou construção de jogadas, frequentemente criando espaço e tempo para seus companheiros finalizarem ou entregarem passes que levam ao gol. Ele também é eficaz na execução de bolas paradas, principalmente escanteios e faltas laterais.
Modrić tem sido peça fundamental no sucesso do Real Madrid e da seleção da Croácia, tendo conquistado diversos prêmios individuais pelas suas contribuições a clubes e seleções. Seu estilo de jogo lhe rendeu vários apelidos dados pela mídia e fãs, incluindo “o maestro do meio-campo”, “o mágico”, “o mestre dos fantoches”, entre outros.

### Posição
O jogo complexo de Modrić lhe trouxe sucesso constante nos clubes onde atuou. Inicialmente um meio-campista ofensivo no Dinamo Zagreb e em seus primeiros anos no Tottenham, na temporada de 2010–11 ele brilhou em uma função de meio-campista central. Depois, Modrić reconheceu o papel que Harry Redknapp teve em moldar seu estilo mais recuado, dizendo que recuar o posicionamento o ajudou “a ler melhor o jogo” e a mostrar toda sua “criatividade”. Embora seja um meio-campista central, Modrić também é um jogador muito esforçado, visto adotando uma função mais defensiva além da criação de jogadas, voltando para recuperar a bola e preparar contra-ataques, tornando-o um dos jogadores mais versáteis do mundo, capaz de atuar em várias posições no meio-campo.
A mudança para uma posição mais recuada reduziu seus números de assistências e gols, assim como seus chutes por partida, embora seu jogo não se baseasse mais em ser uma ameaça ao gol. Apesar disso, ele teve a segunda maior média de passes-chave por jogo na equipe, além de uma taxa de acerto de passes muito alta, com o maior número de passes por jogo na equipe, o maior número de lançamentos longos, mais dribles bem-sucedidos, interceptações e o maior número de desarmes por partida, entre outras estatísticas elevadas que o colocaram entre os melhores meio-campistas da Premier League. Na temporada de 2011–12, estatisticamente, ele estava entre os meio-campistas centrais e mais completos melhor avaliados das cinco principais ligas, ao lado de jogadores como Xabi Alonso, Andrea Pirlo, Bastian Schweinsteiger e Xavi.
Quando chegou ao Real Madrid, sua posição no meio-campo foi descrita como número seis (defensivo), oito (central) ou dez (ofensivo), dependendo da tática, e seu papel foi descrito como o segundo pivô recuado ao lado de Xabi Alonso na temporada de 2012–13. Na primeira metade da temporada de 2013–14, durante a qual formou uma parceria eficaz no meio com Alonso e Ángel Di María, Modrić fez mais desarmes do que qualquer outro jogador do Real Madrid na La Liga, com uma média de 2,86 desarmes por partida, além de completar o maior número de passes no campo adversário entre os jogadores do Real Madrid, com a maior precisão de passes na La Liga (90%, também a maior entre os meio-campistas das cinco principais ligas da Europa que fizeram cinco ou mais assistências na temporada). Na temporada de 2014–15, com a chegada de Toni Kroos, o Real Madrid não tinha mais um recuperador de bola natural eficaz ao lado dos criadores no meio-campo, enquanto possuía muitos atacantes. Portanto, além de produzir o maior número de passes e passes-chave por jogo na equipe, tanto Modrić quanto Kroos tiveram mais responsabilidades defensivas para estabelecer o ritmo do jogo da equipe no meio e orquestrar contra-ataques. A precisão média de passes de Modrić na temporada ficou entre 91,6 e 92%, enquanto sua maior taxa de acerto em uma única partida ocorreu em outubro contra o Barcelona, quando completou os 42 passes que tentou. Em 2014, as tentativas de dribles de Modrić, com uma taxa de sucesso de 76%, foram a segunda maior entre as cinco principais ligas da Europa. Na temporada de 2015–16, embora tenha ficado apenas em 12º lugar em chances criadas, quase todos os jogadores acima dele eram atacantes ou meio-campistas ofensivos sem responsabilidades defensivas.

### Recepção

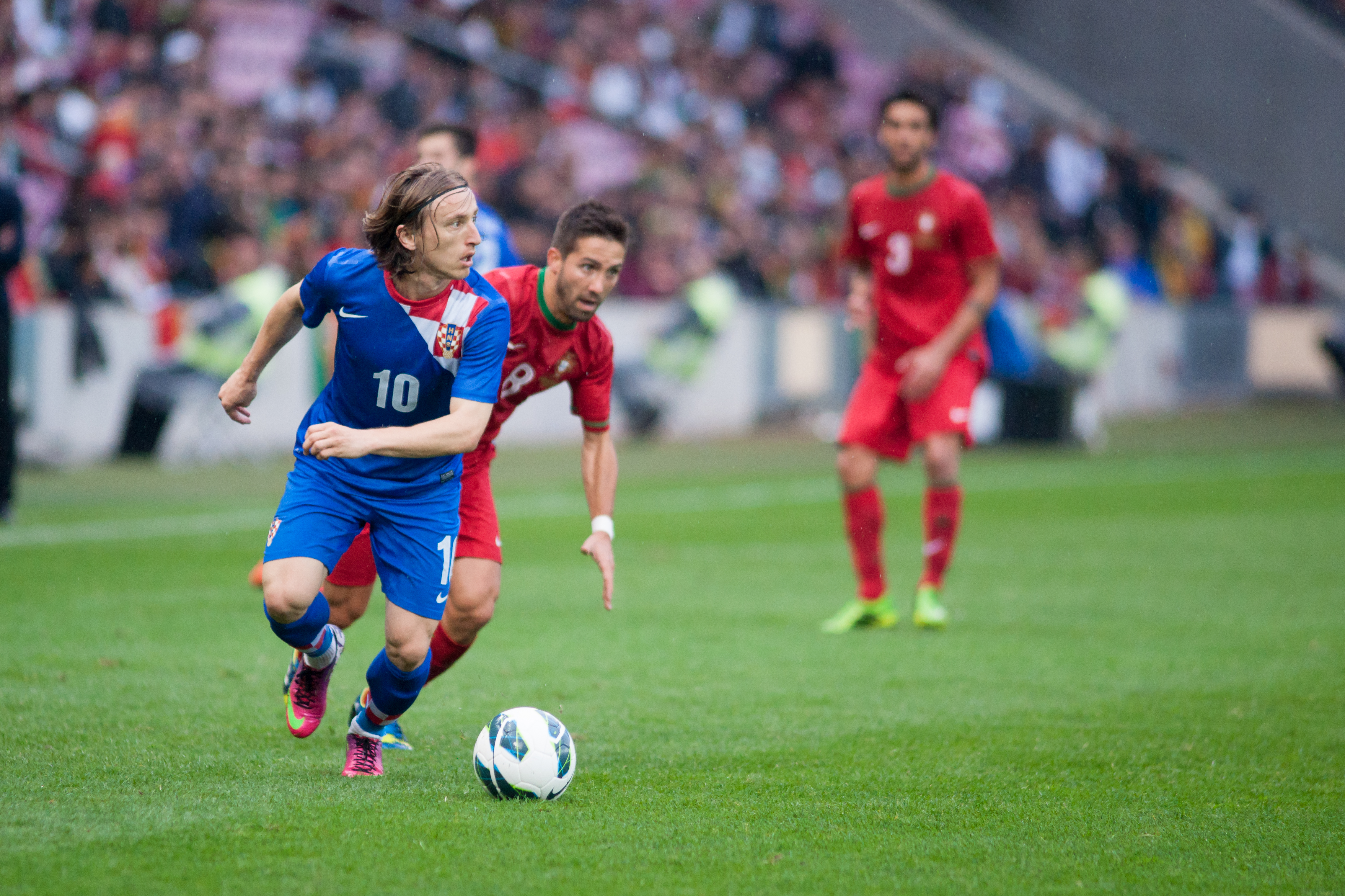
Considerado o mais versátil e um dos membros mais importantes da seleção e do clube, a habilidade técnica de Modrić tem sido enaltecida tanto por jogadores quanto por treinadores.

Modrić é amplamente considerado um dos melhores e mais completos meio-campistas de todos os tempos. Marcelo Bielsa disse que “o jogador mais difícil de encontrar no futebol é o oito. Eu o chamei de ‘o Modrić’. Essa posição exige um jogador com as habilidades defensivas de um número seis e a capacidade ofensiva de um número dez. Modrić é um jogador fenomenal que entende completamente o jogo e tem a capacidade de defender, a habilidade para atacar e a compreensão do jogo em ambas as direções.”
Devido à sua inteligência futebolística, habilidade e jogo limpo, ele foi comparado a Paul Scholes, Xavi, Andrés Iniesta e Andrea Pirlo. Na juventude, também foi comparado a Johan Cruyff, enquanto suas principais influências foram o compatriota Zvonimir Boban e o armador Francesco Totti.
Ele foi consistentemente elogiado por alguns dos técnicos mais experientes do esporte, incluindo Cruyff, Alex Ferguson, Pep Guardiola e Sven-Göran Eriksson, entre outros. Entre aqueles que o comandaram, José Mourinho disse que queria Modrić no Real Madrid por causa da sua influência no jogo, nível tático e porque ele tem “aquele senso artístico”. Carlo Ancelotti elogiou a técnica e versatilidade de Modrić, chamando-o de “um dos melhores meio-campistas do mundo atualmente, porque ele pode jogar em mais de uma posição”. Zinedine Zidane o incluiu em seu melhor XI dos jogadores atuantes, e em 2016 previu que Modrić ganharia a Bola de Ouro. Slaven Bilić disse que Modrić “é um jogador que faz os outros melhores, todos se beneficiam de ele estar na equipe. Ele não é egoísta, joga pelo time... é um jogador completo; bom na defesa, bom no ataque — parece que nasceu com a bola nos pés.”
Modrić é unanimemente considerado o maior futebolista croata de todos os tempos por seus compatriotas, incluindo pessoas como Robert Prosinečki e Davor Šuker. Predrag Mijatović o considerou o melhor futebolista da história dos Bálcãs, enquanto Iniesta, Andriy Shevchenko, Rio Ferdinand, Jan Oblak e outros o chamaram de um dos maiores meio-campistas que já jogaram o esporte. Em 2025, o jornal Marca proclamou Modrić como o melhor camisa 10 da história do Real Madrid.
Em universidades croatas foram publicadas teses de graduação que pesquisaram como seu reconhecimento internacional ajudou na construção da marca nacional da Croácia, na valorização da cidade de Zadar e na maior visibilidade da seleção croata sob sua capitania.

## Investimentos
Além de jogar futebol, Modrić tornou-se investidor. Em 2020, fundou a empresa imobiliária Modrić Family SL em Madrid. Em 2022, investiu na startup croata-americana Sportening, e três anos depois tornou-se coproprietário com 50% da Zeppelin Craft Brewery na Croácia.
Em abril de 2025, Modrić tornou-se coproprietário minoritário do clube de futebol galês Swansea City.

## Vida pessoal
Modrić casou-se com Vanja Bosnić em maio de 2010 em Zagreb, em uma cerimônia privada após quatro anos de namoro, e um ano depois na Igreja Católica. Eles têm três filhos. Modrić é primo do futebolista australiano Mark Viduka, e padrinho do filho de Mateo Kovačić, Ivan. Modrić geralmente mantém um perfil discreto fora do futebol.
No final de 2019, Modrić lançou sua autobiografia Moja igra (Minha Jogada), co-escrita pelo proeminente jornalista esportivo croata-italiano Robert Matteoni. A autobiografia enfatiza especialmente a infância de Modrić, crescendo em condições de guerra e o desenvolvimento de sua carreira no futebol, com temas fundamentais sendo futebol, família e amigos.

### Filantropia
Entre as atividades filantrópicas que foram publicamente confirmadas, já que ele prefere manter anonimato, Modrić fez em 2017 uma doação substancial para a associação de autismo de Zadar, e em 2020, durante a pandemia de COVID-19, doou €100.000 para a compra de uma máquina móvel de raio-x para um hospital em Zadar, tendo anteriormente doado para um hospital em Zagreb.

### Questões legais
Em março de 2018, no julgamento por desvio de fundos e evasão fiscal contra o ex-executivo do Dinamo Zagreb, Zdravko Mamić, Modrić foi chamado como testemunha. Durante meados e finais dos anos 2000, Modrić assinou vários contratos com Mamić para jogar no Dinamo Zagreb. Modrić anexou a maior parte da sua taxa de transferência para o Tottenham a Mamić porque ele foi o intermediário da transferência e deu apoio financeiro a Modrić no início da carreira. Apesar de afirmar em 2017 que assinou a cláusula anexa do contrato dez anos antes, em seu depoimento disse que assinou em 2004, ano do seu primeiro contrato. Modrić foi acusado de falso testemunho por afirmar que anexou sua taxa em uma data anterior à que realmente teria feito. Ao se apresentar ao juiz, disse: "Vim aqui para apresentar minha defesa e dizer a verdade, como sempre fiz até agora. Minha consciência está limpa". A Federação Croata de Futebol apoiou Modrić, mas parte do público croata, frustrada com a corrupção no futebol do país, interpretou a suposta falsa declaração como uma defesa de Mamić e criticou Modrić. Alguns veículos internacionais elogiaram Modrić por lidar com o estresse de sua situação legal enquanto atuava com a seleção croata na Copa do Mundo de 2018. Em outubro e dezembro de 2018, a acusação de falso testemunho foi rejeitada pelos tribunais croatas.

## Estatísticas
Atualizado até 07 de junho de 2025.

### Clubes
| Equipe          | Temporada | Campeonato nacional | Campeonato nacional | Copa nacional | Copa nacional | Competições continentais | Competições continentais | Outros torneios | Outros torneios | Total | Total |
| Equipe          | Temporada | Jogos               | Gols                | Jogos         | Gols          | Jogos                    | Gols                     | Jogos           | Gols            | Jogos | Gols  |
| --------------- | --------- | ------------------- | ------------------- | ------------- | ------------- | ------------------------ | ------------------------ | --------------- | --------------- | ----- | ----- |
| Zrinjski Mostar | 2003–04   | 25                  | 8                   | –             | –             | –                        | –                        | –               | –               | 25    | 8     |
| Zrinjski Mostar | Total     | 25                  | 8                   | –             | –             | –                        | –                        | –               | –               | 25    | 8     |
| Inter Zaprešić  | 2004–05   | 18                  | 4                   | –             | –             | –                        | –                        | –               | –               | 18    | 4     |
| Inter Zaprešić  | Total     | 18                  | 4                   | –             | –             | –                        | –                        | –               | –               | 18    | 4     |
| Dínamo Zagreb   | 2004–05   | 7                   | 0                   | 1             | 0             | –                        | –                        | –               | –               | 8     | 0     |
| Dínamo Zagreb   | 2005–06   | 32                  | 7                   | 1             | 0             | –                        | –                        | –               | –               | 33    | 7     |
| Dínamo Zagreb   | 2006–07   | 30                  | 6                   | 7             | 1             | 6                        | 0                        | 1               | 1               | 44    | 8     |
| Dínamo Zagreb   | 2007–08   | 25                  | 13                  | 8             | 1             | 10                       | 3                        | –               | –               | 43    | 17    |
| Dínamo Zagreb   | Total     | 94                  | 26                  | 17            | 2             | 16                       | 3                        | 1               | 1               | 128   | 32    |
| Tottenham       | 2008–09   | 34                  | 3                   | 6             | 1             | 4                        | 1                        | –               | –               | 44    | 5     |
| Tottenham       | 2009–10   | 25                  | 3                   | 7             | 0             | –                        | –                        | –               | –               | 32    | 3     |
| Tottenham       | 2010–11   | 32                  | 3                   | 2             | 0             | 9                        | 1                        | –               | –               | 43    | 4     |
| Tottenham       | 2011–12   | 36                  | 4                   | 3             | 0             | 2                        | 1                        | –               | –               | 41    | 5     |
| Tottenham       | Total     | 127                 | 13                  | 18            | 1             | 15                       | 3                        | –               | –               | 160   | 17    |
| Real Madrid     | 2012–13   | 33                  | 3                   | 8             | 0             | 11                       | 1                        | 1               | 0               | 53    | 4     |
| Real Madrid     | 2013–14   | 34                  | 1                   | 6             | 0             | 11                       | 1                        | –               | –               | 51    | 2     |
| Real Madrid     | 2014–15   | 16                  | 1                   | –             | –             | 6                        | 0                        | 3               | 0               | 25    | 1     |
| Real Madrid     | 2015–16   | 32                  | 2                   | –             | –             | 12                       | 1                        | –               | –               | 44    | 3     |
| Real Madrid     | 2016–17   | 25                  | 1                   | 2             | 0             | 11                       | 0                        | 3               | 0               | 41    | 1     |
| Real Madrid     | 2017–18   | 26                  | 1                   | 2             | 0             | 11                       | 1                        | 4               | 0               | 43    | 2     |
| Real Madrid     | 2018–19   | 34                  | 3                   | 3             | 0             | 6                        | 0                        | 3               | 1               | 46    | 4     |
| Real Madrid     | 2019–20   | 31                  | 3                   | 1             | 0             | 6                        | 1                        | 2               | 1               | 40    | 5     |
| Real Madrid     | 2020–21   | 35                  | 5                   | –             | –             | 12                       | 1                        | 1               | 0               | 48    | 6     |
| Real Madrid     | 2021–22   | 28                  | 2                   | 2             | 0             | 13                       | 0                        | 2               | 1               | 45    | 3     |
| Real Madrid     | 2022–23   | 33                  | 4                   | 4             | 0             | 10                       | 2                        | 5               | 0               | 52    | 6     |
| Real Madrid     | 2023-24   | 32                  | 2                   | 1             | 0             | 11                       | 0                        | 3               | 0               | 47    | 2     |
| Real Madrid     | 2024-25   | 35                  | 2                   | 5             | 2             | 14                       | 0                        | 3               | 0               | 57    | 4     |
| Real Madrid     | Total     | 394                 | 30                  | 34            | 2             | 134                      | 8                        | 30              | 3               | 592   | 43    |

### Seleção Croata
| Seleção | Ano   | Jogos | Gols |
| ------- | ----- | ----- | ---- |
| Croácia | 2006  | 12    | 2    |
| Croácia | 2007  | 10    | 1    |
| Croácia | 2008  | 11    | 3    |
| Croácia | 2009  | 3     | 1    |
| Croácia | 2010  | 8     | 0    |
| Croácia | 2011  | 9     | 1    |
| Croácia | 2012  | 9     | 0    |
| Croácia | 2013  | 10    | 0    |
| Croácia | 2014  | 11    | 2    |
| Croácia | 2015  | 4     | 0    |
| Croácia | 2016  | 8     | 1    |
| Croácia | 2017  | 8     | 1    |
| Croácia | 2018  | 15    | 2    |
| Croácia | 2019  | 9     | 2    |
| Croácia | 2020  | 6     | 0    |
| Croácia | 2021  | 13    | 4    |
| Croácia | 2022  | 16    | 3    |
| Croácia | 2023  | 10    | 1    |
| Croácia | 2024  | 12    | 3    |
| Croácia | 2025  | 2     | 0    |
| Total   | Total | 186   | 27   |

## Títulos
Dinamo Zagreb
- Campeonato Croata: 2005–06, 2006–07 e 2007–08
- Supercopa da Croácia: 2006
- Copa da Croácia: 2006–07 e 2007–08

Real Madrid
- Supercopa da Espanha: 2012, 2017, 2019–20, 2021–22 e 2023–24
- Copa do Rei: 2013–14 e 2022–23
- Liga dos Campeões da UEFA: 2013–14, 2015–16, 2016-17, 2017–18, 2021–22 e 2023–24
- Supercopa da UEFA: 2014, 2016, 2017, 2022 e 2024
- Copa do Mundo de Clubes da FIFA: 2014, 2016, 2017, 2018, 2022
- Campeonato Espanhol:  2016–17, 2019–20, 2021–22 e 2023–24
- Copa Intercontinental da FIFA: 2024

### Prêmios individuais
- Jogador do Ano do Campeonato Bósnio: 2003[318]
- Futebolista Croata Esperança do Ano: 2004[319]
- Jogador do Ano do Campeonato Croata: 2007
- Futebolista Croata do Ano: 2007, 2008, 2011, 2014, 2016, 2017, 2018, 2019, 2020, 2021[320]
- Seleção da Eurocopa: 2008[321]
- Seleção da Liga dos Campeões da UEFA: 2013–14,[322] 2015–16,[323] 2016–17,[324] 2017–18,[325] 2020–21,[326] 2021–22[327]
- Melhor meia da La Liga: 2013–14,[328] 2015–16[329]
- FIFPro World XI: 2015,[330] 2016,[331] 2017,[332] 2018,[333] 2019[334], 2022
- Equipe do Ano da La Liga: 2015–16[335]
- Equipe do Ano da UEFA: 2016,[336] 2017,[337] 2018[338]
- Meia do Ano da UEFA: 2016–17, 2017–18
- Bola de Prata da Copa do Mundo de Clubes da FIFA: 2016[339]
- Bola de Ouro da Copa do Mundo de Clubes da FIFA: 2017[340]
- Homem do Jogo da Copa do Mundo de Clubes da FIFA de 2017: Al-Jazira 1–2 Real Madrid
- Melhor Jogador da UEFA na Europa: 2017–18[341]
- Equipe do Ano da IFFHS: 2017,[342] 2018[343]
- Bola de Ouro da Copa do Mundo FIFA: 2018[344]
- Bola de Bronze da Copa do Mundo FIFA: 2022
- Seleção da Copa do Mundo FIFA: 2018
- Homem do Jogo da Copa do Mundo FIFA de 2018: Croácia 2–0 Nigéria, Argentina 0–3 Croácia, Rússia 2–2 Croácia (Quartas de final)[345]
- Homem do Jogo da Copa do Mundo FIFA de 2022: Marrocos 0–0 Corácia, Croácia 0–0 Bélgica
- Equipe do Ano ESM: 2021–22[346]
- Melhor Jogador de Futebol Masculino da FIFA: 2018[347]
- Ballon d'Or: 2018[348]
- Melhor Jogador do Mundo (World Soccer): 2018[349]
- Melhor Jogador do Mundo (The Guardian): 2018[350]
- Melhor Jogador do Mundo (Goal 50): 2018[351]
- Jogador do Ano pela IFFHS: 2018[352]
- Melhor Criador de jogo pela IFFHS: 2018[353]
- Prêmio ESPN Melhor Meia do Ano: 2016[354], 2017[355]
- Spurs Melhor Jogador da Temporada: 2010–11
- Prémio Golden Foot: 2019
- Seleção da década (2011–2020) pela IFFHS[356]
- Equipe Mundial do Ano da IFFHS: 2022 [357]
- EA Sports: Time do Ano do FIFA 23[358]

### Outros
- Cidadão Honorário da cidade de Zadar[359]

### Condecorações
- Ordem de Duque Branimir (14 de novembro de 2018)[360]